# 原野商法
原野商法（げんやしょうほう）とは、原野などの価値の無い土地を騙して売りつける悪徳商法のことをいう。1960年代から1980年代が全盛期であり、新聞の折り込み広告や雑誌の広告などを使った勧誘が盛んに行われていた。

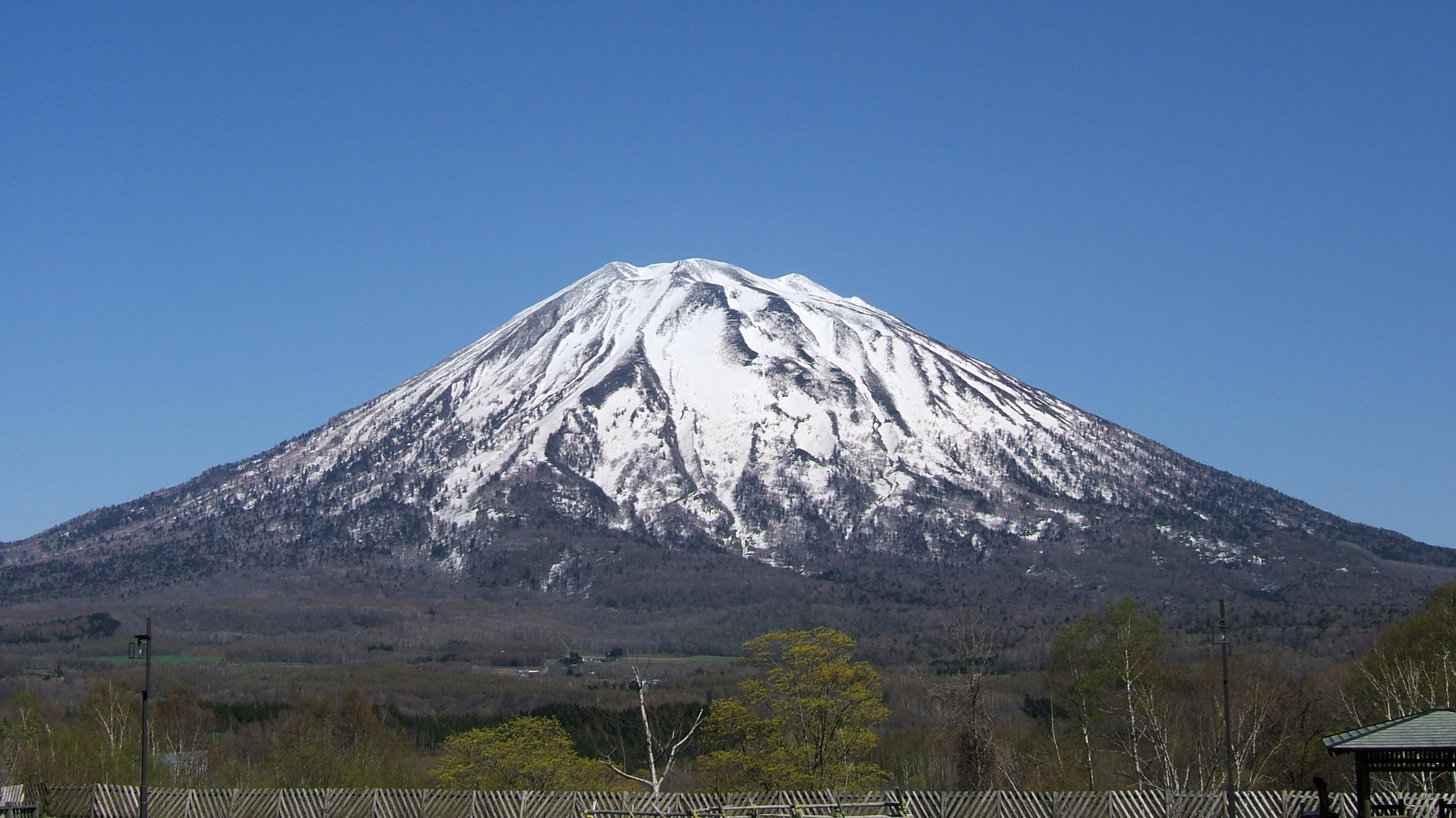
羊蹄山（倶知安町比羅夫、ニセコ町に近接するので、原野商法の広告では「ニセコ」と称される）。写真を見るとただ原野が広がっているように見えるが、地番図を見ると短冊状に分筆された数百の「分譲地」が広がっている

## 概要

南大東島。首都圏から遠く離れた観光地は原野商法の格好の餌食で、沖縄の島々は本土復帰直後から業者が群がった。例えば右下の区画は原野商法によって細かく分筆されており、わずか1区画の為に1000km以上離れた本土に散らばった100名以上の地権者と1人1人交渉して土地を取得してリゾート開発に乗り出す業者が現れることは期待できず、原野に還るしかない

- 虚偽のリゾート開発や計画段階の新幹線や高速道路建設の計画とリンクさせ、土地の値上がり確実であるとの虚偽の説明を行う。首都圏の人間に北海道の内陸部や沖縄の土地を販売するなど、勧誘する地域とは遙かに離れた土地が投機目的の理由で斡旋されることから、現地を訪問して土地を検証することが困難であり、訪問したとしても売りつける土地とは違う他人の土地に案内するなど、追及をかわすさまざまな手口が用意されている。

- 所有者は元々は一筆である土地の区割りを自由に分筆登記できる制度を悪用して、一坪数円程度の評価額しかない広大な原野の中に、あたかも区画整理が行われたかのような整然とした街区や道路の絵図を描くように細切れの分筆登記を行い、この架空の街区や道路の区画を一区画数百万円という高値で多数の被害者に売り捌くのである。

- 被害者は虚偽のリゾート開発や公共事業の計画イメージが描かれたパンフレットと、街区状に分筆登記された公図に騙される形で、価値の無い土地を購入してしまう。こうした販売に先立ち、原野商法業者は芸能人や政治家などの著名人やプロスポーツ選手等に無償で一部の街区を譲渡し、「○○氏も所有するリゾート計画地！」等といった騙し宣伝を行う布石を打つ場合もある。

- 原野商法の舞台となる土地は、余りにも急峻で人里からも離れ過ぎているために、物理的に居住も耕作も不可能な場所である事が殆どで、現地を訪問しようとしても購入した区割りを特定することすら困難である場合も多い。当然ながらこうした人跡未踏の地は市街化区域としての範疇にすら入らない場所のため、宅地造成を始めとする開発行為を申請して許可を得ることもほぼ不可能に近い。

- WebマップサービスのGoogle マップなどで現地を確認すれば被害を防げる可能性があるが、それでも騙されるのが詐欺であり、2010年代以降でも「金山」「水源地」「インターネットの仮想空間上の土地（バーチャル原野商法）」「中国人向けのリゾート」「中国の侵略に対する国家安全保障上の重要な土地（重要施設周辺及び国境離島等における土地、重要土地）」などと称する新手が登場している。

- 2020年代以降は「風力発電」「太陽光発電用地[1]」「キャンプ場[2]」などと称して原野を高値で売りつけたり、架空の投資話を持ち掛けたりする事例がある。とにかく詐欺師は、その時々に話題となっているキーワードに関連して原野を高値で売る。

- 2010年代以降は、日本では原野商法そのものの被害よりも原野商法の被害者およびその相続者を狙った二次被害が急増している[3]。一方で、中国やシンガポールなどの海外富裕層に法外な価格で日本の土地を購入させる外国人相手の原野商法が急増している[4]。

- 原野商法の被害者は、詐欺師グループによって「顧客名簿（カモリスト）」に掲載され、さらなる詐欺被害にあう。2010年代以降は、原野商法の被害者にさらに原野を買わせる、原野商法の二次被害が目立っている。二次被害は、60代以上の高齢者が9割以上で[5]、特に認知症の高齢者に原野を売る「認知症不動産詐欺」が目立っている[6]。高齢者宅に事前に電話をかけて資産・家族構成・認知機能などを確かめる「アポ電」と呼ばれる特殊詐欺の手法が使われる。単に相場より高額な土地を売ったというだけで、明確なうそがなく実際にその土地が存在する場合は、詐欺に問えない可能性があり、特に契約者がまだ認知症ではない状態である「軽度認知障害（MCI）」の場合は立件することが難しい。悪徳業者に付け入られる背景として、一人暮らしの高齢者の寂しさや人恋しさがあるので、NHKでは家族が親や祖父母などと連絡をとることを勧めている。

## 歴史
バブル時代の「原野商法」の前史に当たる、高度経済成長期の「分譲地商法」「別荘地商法」から解説する。

### 高度経済成長期

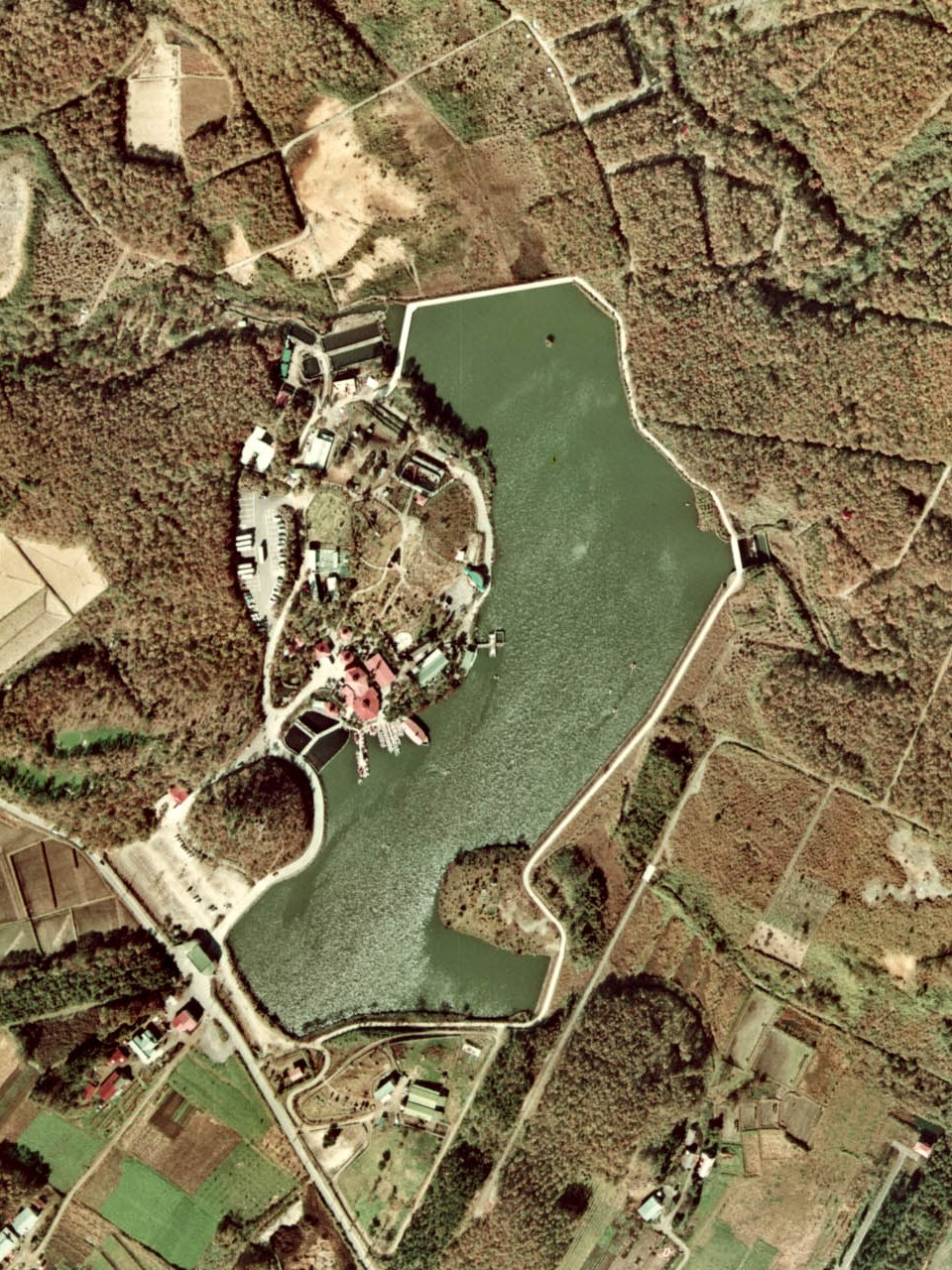
りんどう湖（栃木県那須郡那須町、1975年）。1964年に完成した、当時の那須観光の目玉で、周囲には大京の分譲地や東昭の分譲地「りんどう湖村」などが見える。1964年当時、大京は「グリーン投資」をキャッチコピーに、周囲の土地を坪1200円で販売した。

昭和30年代（1955-1965）の高度経済成長期に入ると、都心の地価が値上がりし、人々は都市近郊にマイホームの宅地を求めるようになった。さらに、昭和40年代(1965-1975)に入ると、都市近郊の地価も値上がりし始め、土地の価格は上がっても下がることはないということで、人々は投機的に土地を買い求めるようになった。
1946年に設立された明治不動産が元祖と言われている。土地ブームに乗って事業を拡大した。明治不動産はノルマ制を敷いており、売るほど儲かったので、詐欺まがいの手口でも行った。無理な販売によって業界の大手となり、そのためにさらに信用された。1965年の時点ですでに、「他人の土地または架空の土地を売りつける」「条件の良い場所を見せて実際は違う場所の土地を売りつける」「タダみたいな土地を高く売りつける」などと言った手口が確立されていた。
明治不動産は無理な拡張がたたり、1965年の昭和40年不況の折に不渡りを出して倒産。それと前後して詐欺まがいの行為が明らかになって警察の手入れを受け、農地の不正転用や法務局職員買収など、さらなる不正を行っていたことが明らかになった。1966年には大原物産も不当景品類及び不当表示防止法で摘発された（昭和41年(排)第19号）。「相模大野駅から歩いて楽々六分！」と広告を打ちながら、実際に歩いてみると19分はかかり、所要時間だけでなく写真も地目も全部嘘だらけの広告だった。
北海道では1959年設立の「大和土地開発」が元祖である。北海道の土地に出資して植林地を保有し、植えた木が育ったらパルプ工場に売って利益を得る、「恩給植林」というシステムを考案した。社長の書いた本を多数出版して信用を高め、1966年には東証に株式を店頭公開するまでに成長。サラリーマンが定年退職後の安定収入として飛びついた。植えた木が育つ前に、1967年に倒産した。当時このビジネスモデルをまねた会社もいくつか出た。余談として、大和土地開発の平社長は、観光開発にも興味を持ち、買収した土地の一部に五稜郭タワーを建設したものの、儲からないと見限って中野常務にこれを譲り、子会社の北海道大和観光（現・五稜郭タワー株式会社）として分離して撤退したが、これは1973年放送のNHK連続テレビ小説『北の家族』をきっかけに観光客が爆増し、現在は函館の主な観光スポットの一つとなっている。
那須では明治不動産、栄家興業、大京観光の3社が全ての源流である。大京商事は「大京開発」として1962年に那須に参入し、「グリーン投資」「畳一帖より安い土地」をキャッチコピーに、1964年にはTBSテレビ『テレビ寄席』のスポンサーになるなど、テレビCMで世間に知られた存在だった。那須町豊原乙の土地が坪800円で買えるとのこと。
会社の幹部クラスになると、資金を提供してくれる金持ち（パトロン）や、土地を提供してくれる地主を顧客として抱えており、それらを頼って、営業担当の幹部と土地仕入れ担当の幹部が手を組んで独立する例が多かった。倒産した明治不動産の元社員や、栄家から独立した大蔵屋、大蔵屋から独立した大都リッチランドなど、各社から独立したデベロッパが多数誕生して、業界は発展していく。

### 日本列島改造ブーム

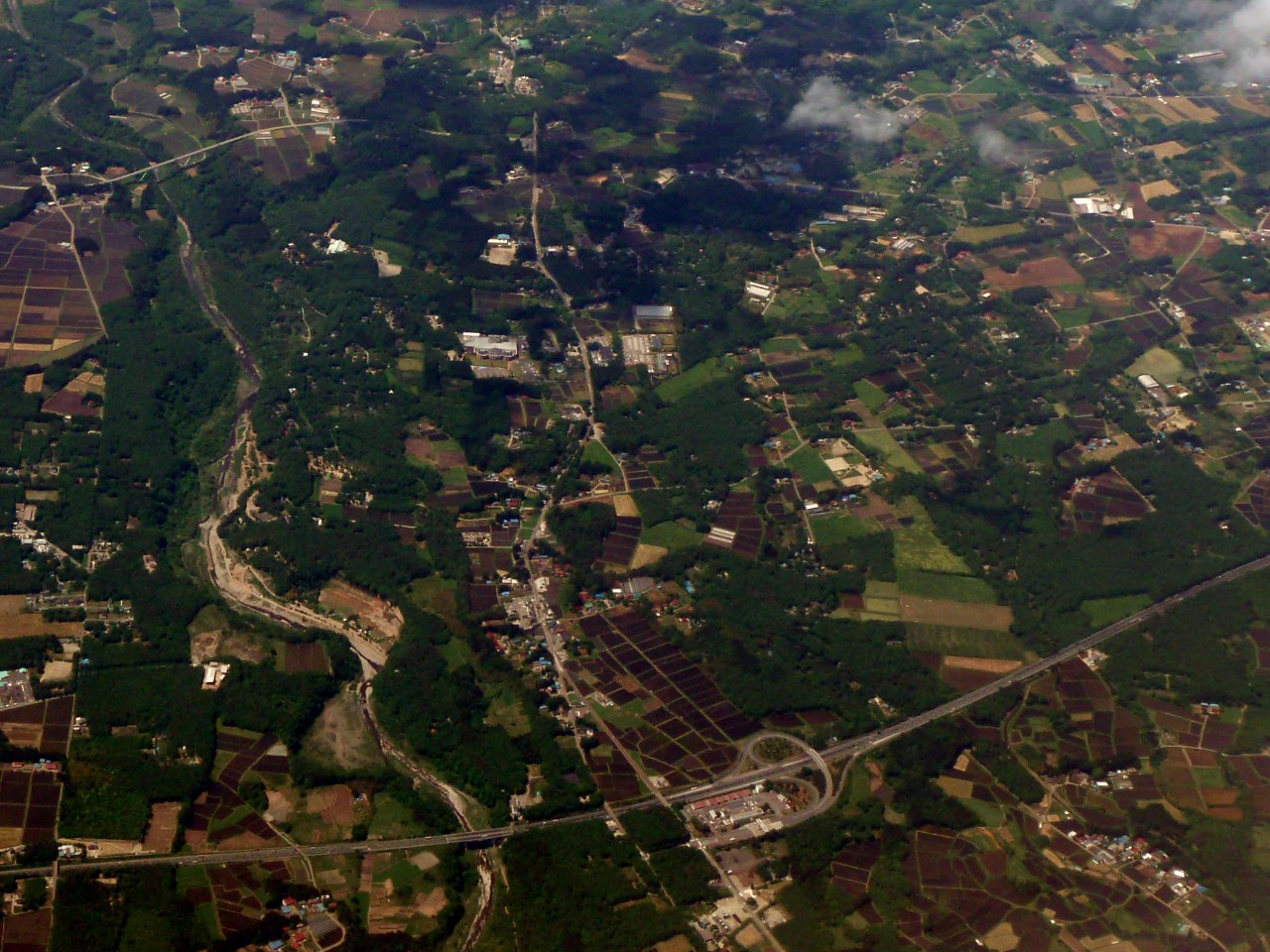
東昭観光の白沢橋分譲地（那須町）。東昭は坪300-500円くらいで買った那須の土地を3000-4500円くらいで売り、1973年には年商127億に達した。

昭和40年代後半（1970- ）に日本列島改造ブームが起きると、「狂乱地価」と呼ばれる地価高騰が起き、「土地神話」という幻想が発生した。遠隔地の土地までも投機的に売買されるようになり、ここに北海道や那須などの山林・原野を騙して売る原野商法が成立した。地価が上がるはずもない原野を騙して売り、土地の買い戻しを約束して応じない、などの例が多い。
明治不動産事件をきっかけに世間の目が厳しくなり、新都市計画法（1968年）およびその施行に合わせて改正された宅地造成等規制法などの規制強化により、原野の宅地造成が難しくなった。そのため、デベロッパは、規制のほとんどない「別荘地」として販売した。
これらの業者は、那須、北軽井沢、北海道、などの開発を主に手掛けた。那須の別荘地を手掛けていた日拓観光や、東昭観光などがこの時期の代表的なデベロッパである。業者は那須だけでも百数十社まで膨れ上がった。これらの中小のデベロッパは、同じく那須の別荘地販売を手掛けていた藤和不動産や相模鉄道などの大手デベロッパと違って、ライフラインを整備せず、「現状有姿」のままで引き渡した。なので、大手より安い価格で販売しても儲かったという。また、買う方も最初から別荘など建てる気がなく、投機的な意味合いが強かったため、そのまま購入した。
このような不動産業者に関して、当時はまだ具体的な呼び名はなかった。樹木を押し倒してブルドーザーを入れるだけで土地を引き渡すことから、不動産業界では「地球の皮はぎ屋」とも呼ばれたとのこと。社名に「開発」とついていることが多く、この手の中堅不動産業者で1970年に業界団体の「住宅産業開発協会」を結成して信用が高まった。
大京や日拓などは数百人から千人の営業を抱え、人海戦術で売りまくった。日拓は、栄家・大京のセールスマンを経て三共開発を設立した西村昭孝が、三共からさらに独立して1965年に設立した会社で、1972年に社員1200人、年商120億に達した。社員数だけ見れば三井不動産や三菱地所などの大手に匹敵しても、訪問販売を行う多数のセールスマンを抱える必要上、人件費や宣伝費などの販売経費が多くかかり、別荘地以外の分野を手掛ける大手不動産会社と比べて会社の利益が少ないのが課題だった。日拓はあらゆる新聞に毎日のように公告を出し、1年に千人入社して千人辞めたとのこと。新入社員のセールスマンは、給料が良いから入社したものの、有名人が根性論を説く研修の時点でやばい雰囲気で、もうその時点でかなり辞めてしまった。研修を終えてセールスマンになった後も、飛び込み営業は過酷で、親類縁者が最初の顧客となり、後が続かず最後は自腹で土地を購入することになり、数か月で辞めてしまった。生き残った強い社員が不動産のノウハウを学び、やがて独立する。直後にオイルショックが起きて、買収したどうしようもない土地と地主に支払った借金を抱え込み、これが後の原野商法の伏線となるが、「別荘地商法」の時点でもトラブルは顕在化していた。
1972年、日本消費者連盟に日拓の社員から内部告発があり、『消費者リポート』（102号、1972年2月27日付）に掲載。これを受けて朝日新聞（1972年4月24日付）が「いんちき商法まかり通る」のタイトルで「日拓商法」を取り上げ、土地購入者の間に大きな反響を呼んだ。翌日、1972年当時の日拓の西村昭孝社長は、「日拓商法」を「欠陥別荘地商法」と評した日本消費者連盟代表の竹内直一に対して、電話で直接反論を行った。西村社長によると、当時は都会の公害問題により別荘がブームとなっており、「それを大衆化しなければならないという信念」でやったと言うが、1972年6月8日放送のNTVワイドニュース「田英夫レポート」など、複数のテレビでも那須の別荘地商法が取り上げられた。その結果、日拓は問題の表面化を恐れ、被害者から返金の要求があれば土地の買い戻しに応じ、また朝8時から午後11時という社員の勤務時間が午後6時までになるなど、社員の労働環境も改善されることになった。これにより、問題は沈静化した。
このような商売が「悪質土地商法」「（悪質）別荘地商法」として『週刊文春』や『週刊新潮』などのゴシップ系週刊誌に盛んに攻撃されるのは、1973年に日拓が東映から東映フライヤーズを買収したことがきっかけで（日拓ホームフライヤーズ、現・北海道日本ハムファイターズ）、例えば『週刊文春』は那須における「日拓商法」を「タヌキのすみかに群がった不動産屋」と評し、『週刊ポスト』では「日拓商法」を「怪物商法」と評した。これに対し、一躍時の人となった日拓球団の西村オーナーは「やくざ映画なら良くて、不動産屋じゃ困るのか」と答えた。なお、1973年の日拓は年商130億、16億の黒字であったが、当時のプロ野球は巨人以外は慢性的な赤字であり、日拓球団も1年で4億の赤字を出した。西村オーナーはレインボーユニフォームなど奇抜なアイデアでマイナーなパリーグを盛り上げたが、金融引き締めや法的規制により別荘地販売が斜陽になってきた上に赤字球団を抱え、下手をすると日拓が潰れてしまうとの懸念から、翌年に球団を日本ハムに身売りし、元の不動産業に戻った。当時の読売新聞運動部の牛木素吉郎記者によると、1973年にはもう「誇大広告」「欠陥住宅」などのトラブルが知れ渡り、一般紙ではこの手の不動産の広告を扱わなくなっていたので、広告面では自主規制しているのにスポーツ面では日拓の宣伝をしていることになるので一般紙はすごく困ったという。
当時のデベロッパでは、会社設立7年で若くして球団オーナーにまでなった日拓ホームの西村昭孝社長のほか、横綱大鵬を広告塔として業績を伸ばし、1972年に「皇太子と御学友」をアピールしながら衆院選に福岡四区から立候補して巨額の金をばらまきながら落選し「小型角栄」と称された東昭観光開発の荒木晶三（荒木昭三）社長、1969年に女優の有馬稲子と挙式を挙げ「有馬稲子の旦那」と称された三共開発の河村三郎社長、『週刊ポスト』で有名人らとマージャンをしたり「月給が二百万円」という点を評価されてラスベガスのカジノから日本代表として招待されたりした大京観光の横山修二社長（ギャンブルに強く、馬主としても知られた）、などもマスコミの話題をさらった。

### オイルショック後
乱開発の阻止と自然保護のため、改正森林法が施行されるなどして、1973年ごろには別荘地開発においても規制が厳しくなり、旧来の商売が難しくなった。当時のデベロッパには、原野を売って金を稼ぐだけ稼いで撤退したデベロッパもあるが、大京や日拓などは、大手不動産業者に対抗できるまともな別荘地開発企業として転進を図った。そこにオイルショックが襲った。
デベロッパは「別荘地商法」からの脱却の為に多角化を進めていたが、野球で大きな赤字を出した日拓をはじめ、あまりうまく行っていたとは言えない。1973年当時、更地の分譲から建売に移行するのが別荘地デベロッパの一般的な傾向だったが、不況になると建売では高すぎて売れないという問題があった。そのため、土地だけの販売が再び増え始めた。
日拓は球団を買収した1973年にプレハブ住宅に進出すべく「日拓ホーム」に社名を変更したが、1974年に取りやめ、西村社長の方針で、400人いた営業を200人まで減らし、駅前のレジャー施設の経営（都心立地型商業不動産事業）がメインになった。日拓は三井銀行の支援で倒産を免れたが、銀行の圧力により西村社長は会長に退くことになった。大蔵屋は別荘地デベロッパの中では唯一固定給を採用しており（他はインセンティブ給）、不景気で土地が売れなくても社員に給料を払う必要があったので、経営再建は不可能だと思われていたが、三和銀行が100億円貸しており、潰すに潰せなかったので、三和グループの支援により1974年にユニチカの傘下となった。大手資本としても別荘地デベロッパの強力な営業力は魅力で、三菱地所は1975年に大蔵屋および大京と提携し、不動産の販売を委託した。一方、大手資本のケツ持ちがいないデベロッパは、あっさり倒産した。
東昭と三共開発はこの変転期についていけなかった。横綱大鵬がニッコリ笑いかけ、那須を歩き、詩を朗読するテレビCMでおなじみの東昭の荒木社長は、那須から脱皮を図ろうとして、1973年に東昭観光の社名を「ビバスタ東昭」に変更（「ビバスタ」とは「心躍る未来」という意味）。山一證券の仲介で日本初の株式公開買付け（TOB）によりキンケイ食品（現・コンパスグループ・ジャパン）を買収したり、長崎県福島町で有名建築家（おそらくは菊竹清訓）の手掛ける集合型別荘「ビバスタ」プロジェクトを進めるなど多角化したが、キンケイ食品は不動産業界の「押し込み商法」を食品業界に持ち込んで強引に黒字化して不評を買った末に1年経たずに西武流通（現・セゾングループ）に売却し、さらにビバスタプロジェクトの開始直後にオイルショックが起こり、不動産部門の悪化により1974年に倒産した。もともと東昭の扱った土地は那須でもあまりよくない土地で、1974年当時ほとんど別荘は建っておらず、国土庁の施策（1974年施行の国土利用計画法）によって「狂乱地価」と呼ばれた地価高騰がジリ安に転じると全く価値を無くし、値上がりを待ってそのまま放置され、1974年時点で再び原野に還りつつあった。そのため「週刊文春」にも「やはり倒れるところから倒れた」と結論付けられた。斜陽の炭鉱町である福島町は、初崎地区の山の傾斜をそのまま利用した日本で最初の段状リゾートマンションであるビバスタプロジェクトに賭けるところがあったので、資金不足で思い切った開発ができず、ただ土地を切り売りするだけの結果になって地元民は激怒した。なお、政治に金を使いすぎたという指摘もあり、当時積極的な政界工作を行い、自民党に8億円を献金したという噂が話題になった。また、提携先の大末建設がケツ持ちになってくれると思っていたら債権保全だけされた上で逃げられたという話もあった。
三共開発の河村社長はオートボールペン（OHTO）を買収したり、郷里の新聞である防長新聞を買収するなどしていたが、ゴルフ会員権の販売不振や、防長新聞の毎月1億の赤字に耐え切れず、1978年に倒産し、田園調布の自宅を抵当に入れられた有馬稲子とも1983年に離婚した。
日光の別荘地を開発を手掛け、「日光、結構、大和観光」のテレビCMでおなじみの大和観光開発も1975年に倒産した。倒産に当たっては、日光に作ったレジャークラブの運営などを手掛ける「大和観光建設」を分離し、主な役員はそちらに移ったが、大和観光開発時代の名簿（カモリスト）をネタに、「レジャークラブの会員権を買ってくれれば土地を売る」と言って一口150万円の会員権だけ何口も買わせて土地は売らない悪徳商法で1980年に役員が逮捕された。
大和観光グループ以外にも、「別荘地商法」のデベロッパの残党は、当時の資産を元に、オイルショック後に様々な悪徳商法を行う者があった。その一つを指してバブル時代に名付けられたのが「原野商法」である。（なお、1975年に設立され、バブル時代にはレジャークラブ会員権販売で最大手になった「N社」（現・J社）は、旧・大和観光グループの残党が同社の資産や人員を継承して設立されたが、こちらは箱根のリゾートホテルや日光霧降のゴルフ場などを運営する真っ当なリゾート会社として令和時代まで現存する。悪徳商法の記事なので名は記さないが、当時の残党が真っ当な企業として現存する例は少なくない。）
那須の「別荘地商法」で成り上がった栄家興業は、1970年代には建売住宅、マンション「ビアネーズ」、ホテル経営などを手掛ける中堅不動産屋となっていたが、1980年以降の「住宅産業不況」（地価も住宅価格も高騰し、庶民にはもう住宅が高すぎて買えないので住宅が売れない）の波をもろにかぶる形で1981年に倒産した。同じく那須の「別荘地商法」で成り上がった大京が、「ライオンズマンション」が成功して1978年にマンション最大手となり、バブル時代に「等価交換方式」でますます業績を伸ばしたのと明暗を分けた。「別荘地商法」の中堅不動産業者として最後まで残った生き残った大都リッチランドは、高級別荘地の「伊豆エメラルドタウン」などを手掛けて評判は悪くなかったが、秀島社長の病死により1983年に倒産した。
なお、1974年の国土利用計画法の施行後は、一帯の原野を買い占めて切り売りするのではなく、国土利用計画法の規制単位に達しない小規模な住宅地を開発する「ミニ開発」が主流になり、これが後の「限界分譲地問題」の伏線になる。

#### 「大手」デベロッパの乱立
当時はテレビや新聞で普通に原野の広告が流れていただけでなく、大手マスコミ自身も不動産部門で普通に原野を売っていた。放送業界の多角化がもてはやされ、なおかつ「一億総レジャー時代」であった。東京放送（TBS）の子会社として逗子市の高級別荘地「披露山庭園住宅」などの開発を行っていたTBS不動産（TBS興産）は、温泉付きの高級別荘地として売り出すはずだった苫小牧市の「樽前山麓」に温泉を掘ったが出ずに300億円の赤字を抱え、TBS本体も経営が苦しくて救済しようがなかったので1975年に本社ビルの「TBS会館」ごと三井不動産が買収した。「樽前山麓」は、レジャー施設「TBS樽前ハイランド」として転生し1970年に開業したが、苫小牧東部地域は「新千歳空港が近い」と言っても別にそれほど筋が良い土地ではなく、1987年に閉鎖し、原野に還った。スポニチの子会社であるスポニチ不動産の販売した倶知安町の分譲地はさらにひどく、戦後開拓の放棄地と思しき場所を分譲した物であり、当時から原野であり、その後も原野である。
日拓ホームフライヤーズの西村オーナーは、1973年10月16日にロッテオリオンズの重光武雄オーナーと会談を行い、1974年より日拓とロッテを合併するという「球界再編」の算段を取り付けたが、他球団の反発もあって最終的に重光オーナーに反故にされ、社内に野球部を作るほど野球好きだった西村オーナーは完全に野球のやる気をなくしてしまい、最終的に日本ハムへの身売りを決断したことがスポニチ（1973年11月10日付）でも報道された。そのロッテも土地に手を出しており、1973年当時、光潤社（ロッテの系列会社で、表向きは包装材やおまけを作る会社だとされているが、実態は不詳）を通じて、岩手県玉山村の岩洞湖周辺の原野317haを買い占めていた。1973年当時、岩洞湖周辺は東北新幹線および東北自動車道の開通に伴い、青森県東北町（むつ小川原地区）と並んで土地ブームに沸き、地価が急騰しており、村の面積の約5.3%に当たる1100haを帝国ホテル、光潤社、大京などの県外大手資本が買い占めていた。1haあたり一升ビン一本と言われた土地が、ピーク時には50万円まで跳ね上がったというが、1974年の国土利用計画法の施行に伴い、結局この土地は塩漬けになったらしい。オイルショックそっちのけで大手資本が東北の原野を買い占める状況を、『週刊文春』は「バカ騒ぎ」と断じている。
霧島温泉郷にレジャーを展開した繊維メーカーの大和紡績（大和霧島観光）、的矢湾に25万余坪を購入して別荘地の分譲を始めた材木業の丸美産業（丸美リッチランド）、静岡県で別荘付きゴルフ場の開発に乗り出した製紙業の大昭和製紙（大昭和観光）など、とにかく、あらゆる大手企業が不動産に手を出して日本中の原野を買い占めていた。開発に成功した土地もあるが、失敗して塩漬けになった土地もあり、またそんな土地を損切りして悪徳業者に売り払った例もある。

### バブル時代

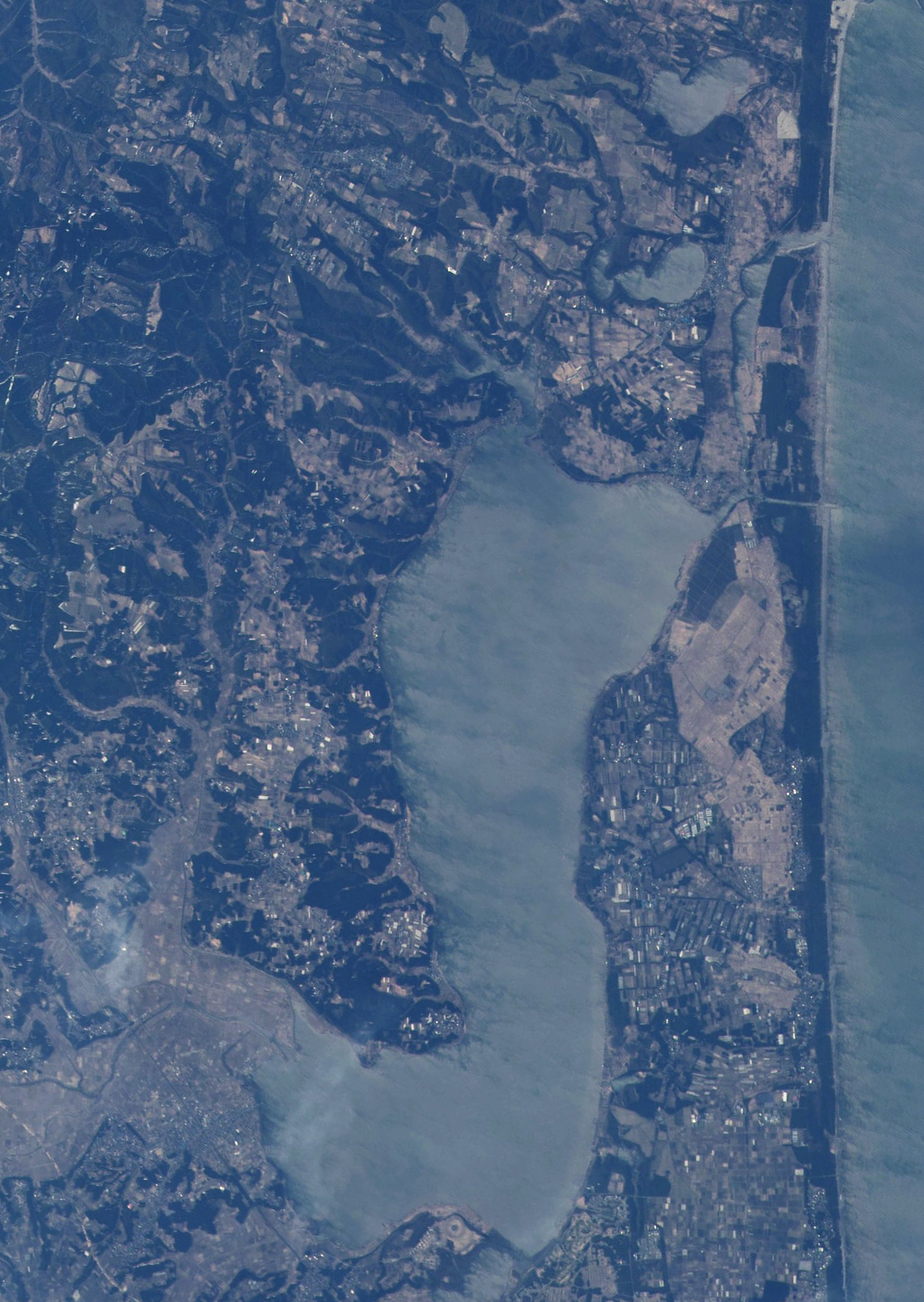
小川原湖。陸奥湾と小川原湖を結ぶ「むつ小川原」地域の無価値な原野が1978年ごろより法外な価格で庶民に販売され、1988年に社会問題となった

原野を開発して別荘地にするという、高度成長期に立ち上がった計画は、1973年のオイルショックで潰れた例が多く、このような土地が1970年代後半から1980年代にかけての原野商法の舞台となった。高度成長期の原野商法は、マイホーム目的や投機目的の例が多いが、オイルショック後の原野商法は、オイルショック後の不景気で持て余した土地を事情がよくわからない老人や女性に対して売る例が多い。
高度成長期に「狂乱地価」と呼ばれた地価高騰は、オイルショックで落ち込んだが、1980年頃より再び地価が急騰。「狂乱地価の再来」と呼ばれ、特に1986年ごろからは静岡県三島市などの地方都市ですら年30%を超える異常な地価高騰が起きた。ここに再び「土地神話」という幻想が発生した。
「消費者ホットライン」への相談が増加し社会問題とみなされるようになるのが1985年で、『国民生活白書』においては昭和60年度版より「原野商法」の用語が現れる。この頃より「原野商法」の語が定着する。1985年から過去に遡って統計が取られ、1983年には原野商法の被害者を別の業者が「転売」と称してさらにハメる、2次被害も確認された。原野商法の2次被害、被害者が騙されたことに気づかない、などの問題が、国民生活センターによって指摘された。
バブル時代の代表的な事件としては、1985年の「エヌ・アール・ケイ・ローズ販売」（NRK）事件、1986年の「奥別府ニュータウン」事件などがある。NRKは日拓からの独立組としては代表的な悪徳業者で、日拓から1977年頃に独立し、当初はゴルフ会員権などを販売していたが、1980年頃に原野商法に参入。顧客からの苦情の回避および行政処分を逃れるため、社名変更や会社の解散・設立を繰り返したが、最終的に検挙された。被害総額は11億円。「奥別府ニュータウン事件」では、悪質不動産業者が「奥別府ニュータウン」（現・グリーンヒルズニュータウン、大分県速見郡日出町）の土地を福岡県民などに売りさばき、「ニュータウン」と称しつつ実態は「典型的な原野商法」であったため、1987年に国土利用計画法違反及び宅建業法違反で社長以下幹部が逮捕された。同時に、北海道拓殖銀行がサラ金に代わる収益事業として関連会社と結託して数百億円を貸し付けた「疑惑融資」として、1986年当時のゴシップ系雑誌に突き上げられた。後日談として、バブル時代の大手銀行による「乱脈融資」の典型的な事件として2000億円が不良債権と化し、拓銀は1997年に破綻、拓銀の関連会社にそれぞれ数百億円を貸し付けた日本長期信用銀行と日本債券信用銀行も1998年に破綻した。奥別府ニュータウン（株）は2003年に約429億円の負債を抱えて破産、奥別府ニュータウン（株）およびその事業を引き継いだグリーンハイツ（株）に「BFRゴルフ倶楽部」の預託金を流用していたとされる（株）ビイ・エフ・アールも2007年に556億円の負債を抱えて破産した（大分県における平成の大型倒産の1位と2位である）。
1987年の「高田浩吉事件」では、1973年より「北海道新幹線延伸予定」と詐称して北海道の土地を1単位（100坪）あたり数十万円で販売していた、当時の典型的な原野商法の会社である「T不動産」の広告塔をしていた映画スターの高田浩吉に対して、連帯責任として998万円の賠償金が命じられた（大阪地裁昭和62年3月30日判決）。1987年には「高田浩吉事件」を原告勝訴に導いた宮地光子弁護士が原野商法の被害者救済に取り組む様子がNHKで放送されるなど、この頃には「原野商法」という用語が一般に広く認知されていた。ゴシップ系週刊誌も盛んにネタにし、例えば1989年当時の大京の横山社長が中日ドラゴンズの星野仙一監督のタニマチをしていたことから、『週刊文春』は大京の創業当時を「原野商法」と取り上げている。（横山社長は星野監督の後援会「1001会」会長であり、ドラゴンズ星野監督は当時「ライオンズマンション」のCMに出ていた。また、横山社長はジャイアンツの原辰徳選手のタニマチなどもしており、球界入りを模索していたとされる。ちなみに西武ライオンズの堤義明オーナーは大京と競合する当時の大手デベロッパである国土計画の会長で、日本中の原野を派手に買いあさってリゾート施設を作っており、バブル時代に世界長者番付1位の金持ちになったが、バブル後に1兆2000億円の負債を抱えて西武グループは解体された）
1988年10月には、むつ小川原の土地を関西圏を中心に売りさばいて22億円を搾取する原野商法を行っていた「三青商事」の関係者が逮捕された。むつ小川原の現地調査を行った宮地光子弁護士は、青森県の「むつ小川原」における原野商法の原点が、「新全国総合開発計画（1969年-1985年）の一環としてむつ小川原に石油コンビナートが閣議決定される」との情報を事前に入手して一帯の土地を買い占めた三井不動産にあり、本来なら1反2-3万円くらいの土地を、三井不動産のダミー会社が1反30万円という法外な価格で買い占めた後、オイルショックにより計画がとん挫したため、1978年頃より悪徳業者に土地を売却し、悪徳業者が1反700万円というさらに法外な値段で庶民に売りさばいて全国に被害者を生んだ経緯を突き止めた。

### バブル崩壊後

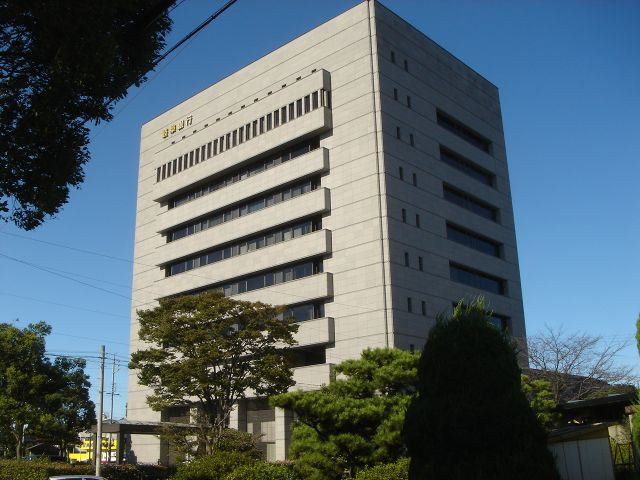
原野商法の業者と提携し、カモに融資する形で原野商法を幇助した岐阜銀行

バブル末頃より、原野商法の後始末が始まった。原野商法と戦うために宮地光子弁護士らが1986年に結成した「悪徳土地取引問題全国連絡会」は、1989年に「消費者不動産取引問題全国連絡会」と改称、1990年には「原野商法」というシステムを作り出した金融機関の責任を問うために「ローン問題部会」が設置された。
1994年の「岐阜銀行事件」では、原野商法業者とのローン提携やずさんな担保評価などで原野商法に加担した岐阜銀行に2300万円の賠償命令が下され（名古屋地裁平六・九・二六）、バブル時代に原野商法の業者と結託してカモをハメた金融機関の不法行為責任が認められる初の判決が下った。岐阜銀行は、資金を貸し付けた不動産業者が1974年に倒産し、別荘地開発が頓挫した後、債権回収のために手段を選ばず、後に残された原野を原野商法の業者と結託して売りさばいた。後日談として、岐阜銀行は1980年代には既に経営が迷走しており、最終的に2012年に十六銀行に吸収されて消滅した。
なお1991年、那須では藤和の「那須ハイランド」に次ぐ規模を誇る大京の別荘地「大京バケイションランド」に初の定住者が現れる。1995年には自治会も発足。東昭の分譲地にも定住者が増え、全26分譲地・1000人を超す会員を束ねる東昭自治会は2023年に法人化された。バブル時代に「原野商法」と揶揄されたこのような別荘地は、実際にほとんど道路が敷かれているだけの原野で、もともと定住が想定されておらず、インフラが弱い、買い出しが遠い、冬は道が凍るなど、定住するには様々な問題があるが、一方で四季折々の自然が豊かで、近くにスーパー「ダイユー」もできて、定年後に定住する人も増え、様々な問題には自治会で協力して対処している。
2000年代に入ると人口減などにより、未開の原野どころか都会のマンションの市場すら縮小し始めた。首都圏のマンション供給戸数は2000年の9万5千をピークに、2020年現在は2万7千までに減り、今後も減り続けると考えられている。2006年までマンション供給戸数1位だった大京は、不動産の含み損が拡大して経営が悪化し、産業再生機構の支援を経て2005年にオリックスの傘下となり（そのため「ライオンズマンション」なのにバファローズのスポンサーをしている）、オリックスグループから迎え入れた社長の下でマンション販売を縮小し、マンション累計供給・管理受託戸数1位の地位を生かしてマンション管理が主な業態となっている。そんな時代でも原野を高値で売る人がいるし、買う人もいる。ただし、2000年代以降は、原野商法の二次被害が目立っている。

## 2010年代以降の主な原野商法

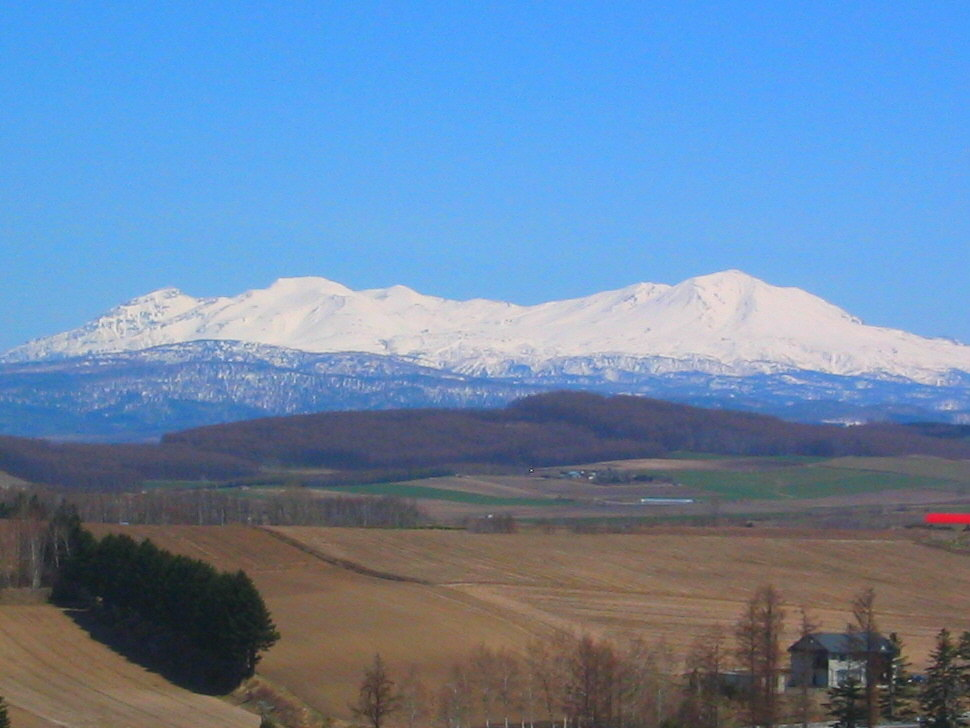
2011年に水源地投資詐欺の舞台となった大雪山

原野商法の最盛期は1970年代だが、現代においても新手の原野商法が次々と生まれている。「よく分からない勧誘」「聞いたことのない業者」「必ず儲かる」「公的機関など連想させるような名称」などと言った特徴がある場合は注意するように、日本国政府が注意を喚起している。
なお、「架空の投資話」だった場合は逮捕される場合が多いが、本当に土地を売ったのであれば、資産価値ゼロの原野を「水源地」「重要土地」「メタバース」などと称して高値で売っても詐欺とは言い切れないので、逮捕されない場合も多い。

### 水源地投資詐欺
「水源地」と称して無価値な土地の権利を売りつける商法。
2010年代になって被害が急増した原野商法で、舞台となった鳥取県や北海道などの自治体や国民生活センターが注意を呼び掛けている。
「大手飲料メーカーが関与している」と称するもの、また日中関係の悪化を背景に、「日本の水源地の買収を進めている中国から日本の水源を守るため」などと愛国心を利用した手口も目立っている。
ちなみに河川法に基づかない水利権の売買はできず、水源地の土地を購入しても水利権は得られない。また森林法の林地開発許可制度により1ha以上の森林の開発には都道府県知事の許可が必要など複数の法的な制約があるため、日本人だろうと中国人だろうと大手飲料メーカーだろうと「水源地」を購入しても水源を利用できることはまずない。
なお、北海道の水源地への投資をめぐって、2010年代に数百人の高齢者から25億円以上をだまし取った詐欺グループに関しては、2019年までに45人が逮捕されている。

### 鉱物採掘権詐欺
「鉱山」と称して無価値な土地の権利を売りつける商法。
2012年に「三友金属鉱山株式会社」と称する会社が菱刈鉱山の権利を販売していたとして、住友金属鉱山が注意を喚起している。いかにも「三井住友グループ」を連想させる社名だが、もちろん全く無関係である。
ちなみに地上権と鉱業権は別であるため、土地の地上の利用権を得たとしても地下の鉱脈を掘る権利は得られない。
なお、菱刈鉱山に絡んだ鉱物採掘権詐欺を働いていた事件の犯人は、大雪山に絡んだ水源地投資詐欺を行っていたのと同じグループで、いわゆる反社会勢力である「関東連合」の資金源として機能していたため、2013年に大阪府警など9府県警の合同捜査本部によって逮捕された。主犯は2013年に水源地投資詐欺で逮捕されていたが、2015年に鉱物採掘権詐欺で再逮捕された。犯人グループの一味（かけ子の統括役）として新たに有名ラーメン店の店主が逮捕されたことでも話題になった。

### バーチャル原野商法
インターネットの仮想空間上の無価値な土地の権利を売りつける商法。
ちなみに「土地」と言ってもサーバー上のデータに過ぎない。 
2009年に社会問題となった「エクシングワールド」は、「ネット上の仮想都市」と言う名目のマルチ商法で、2007年から2009年にかけて仮想空間「Xing World」の利用権などをセットにして39万8000円で販売し、約2万6000人に91億円の被害を出した。2011年に運営会社の役員3人が金融商品取引法違反で逮捕された。

### 太陽光発電詐欺
太陽光などの発電設備を設置する土地の権利を売りつける商法。
太陽光発電や風力発電などは、2010年代に普及が始まった新技術で、このように詐欺師はその時々に話題となっているキーワードに関連して詐欺を働くことから、2016年に日本政府が注意を喚起している。
なお、2023年に太陽光発電用地に関する投資話で役員が逮捕された「TRIBAY CAPITAL」は、役員の妻である三浦瑠麗がテレビなどに盛んに出演している有名な政治学者であることでも話題になった。

### 不動産投資ローン
不動産販売会社（ブローカー、チャネラー）と金融会社がタッグを組み、不動産と資金の融資をセットで販売する。
不動産購入に際して金融機関からの融資を受けるのは珍しくないが、場合によっては、負債にしかならない無価値な不動産と借金を同時に抱えることになる。金融機関が投資家（カモ）に投資リスクを正しく伝えるとは限らず、場合によっては、嘘を言ったり、書類を偽造あるいは改ざんすることもある。1994年の岐阜銀行事件（名古屋地裁平六・九・二六）では、原野商法業者とのローン提携やずさんな担保評価などで原野商法に加担した岐阜銀行に2300万円の賠償命令が下されるなど、大手銀行が原野商法の業者と結託してユーザーをカモにする例は少なくなく、近年では2018年のスルガ銀行不正融資問題でその問題が顕在化した。たとえ相手が東証プライム上場の大手銀行であっても信用してはいけない。

### 抱き合わせ融資
無価値な土地を高値で売りつけ、その代わりに資金の融資を行う。
2023年の「リベレステ」事件では、不動産と貸金業を同時に営む同社が、相手に資金を融資する条件として、無価値な土地を評価額よりも不当に高い価格で相手に購入させたため、その差額が「利息」とみなされ（「みなし利息」）、出資の受入れ、預り金及び金利等の取締りに関する法律（出資法）違反として逮捕された。「抱き合わせ融資」での摘発は全国で初であるのと同時に、東証スタンダード上場企業のトップが逮捕されたことでも話題になった。

## 外国人相手の原野商法

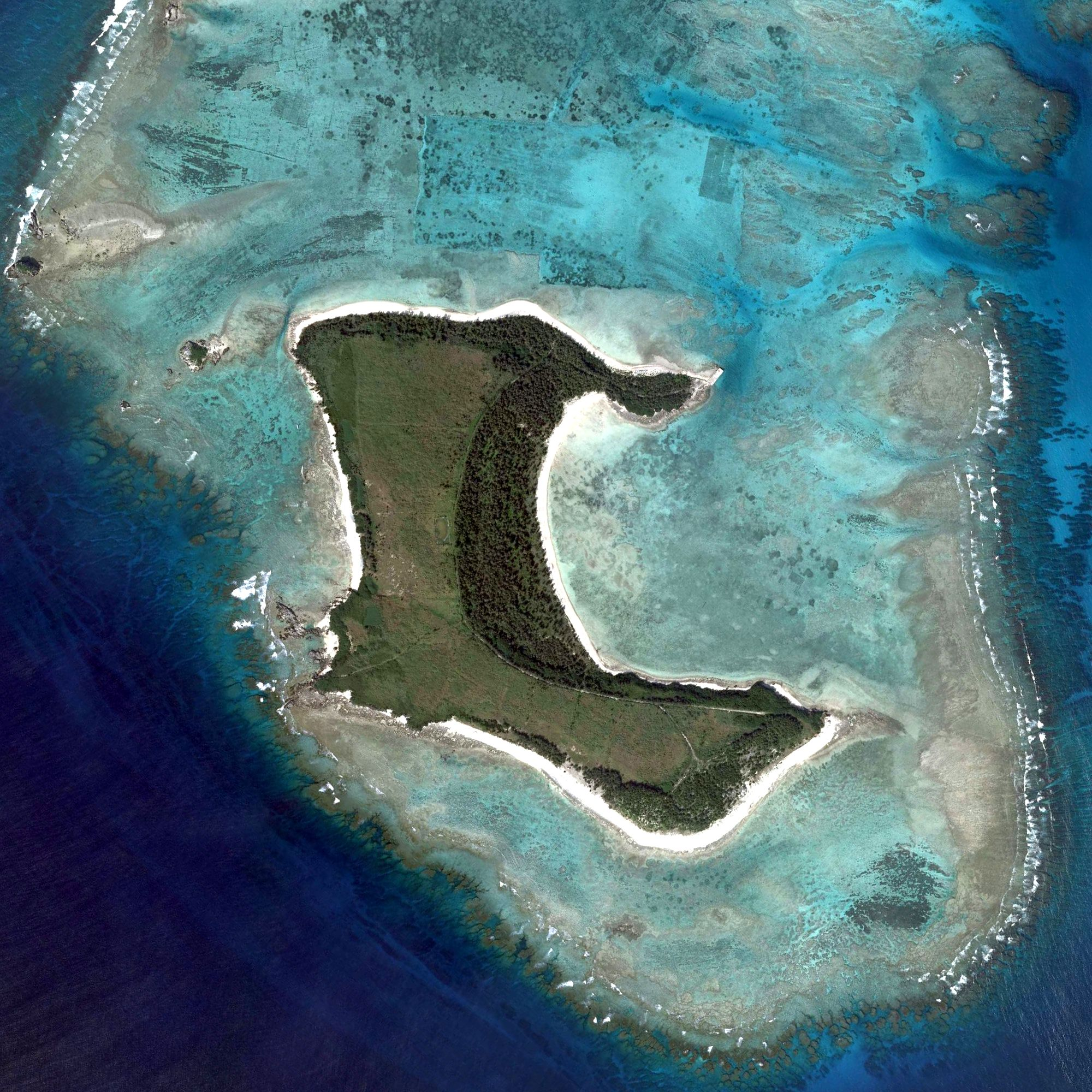
屋那覇島。沖縄県最大の無人島で、1980年代に原野商法の舞台となった。その後、2006年に地元有力者が土地を買い取り、事業を起こすために1.2億円の出資金を集めただけで事業を停止。さらにその後、2021年に別の地元有力者が中国系投資会社に3億5千万円で土地を売却。このように、電気・上下水道がない、風障の為に草しか生えない、地元の人間でも持て余す原野でも、外国人なら高値で買ってくれる場合がある。

日本人だけではなく、外国人も日本の原野を高値で買わされる。
2010年代以降、日本では原野商法そのものの被害よりも原野商法の被害者に対する二次被害が中心となる一方で、海外富裕層に法外な価格で日本の土地を購入させる外国人相手の土地取引が急増している。2010年に「ニセコ」の土地を中国資本が購入したことが報道され、問題となった（なお「ニセコ」と言ってもニセコ町にあるとは限らない。ニセコ町まで1時間くらいなら詐欺師は平気で「ニセコ」と称する）。販売されるのは観光施設や別荘として活用できるような土地ではなく、道路も通っていない上に年間のかなりの期間が雪に閉ざされる人跡未踏の原野であるが、外国人富裕層（いわゆる「成金」）の間では海外の有名観光地に土地を持つのがステータスと言うことと、また日本の庶民とは金銭的な価値観が違うこともあり地図の上では有名観光地域にあるというだけの人跡未踏の原野を法外な価格と納得した上で購入する人も多い、と業者は主張しており、2010年代に活発に販売された。海外富裕層相手のブローカーは、牧場経営などに失敗した日本人が多かったという。
それに関連して、「中国に日本の水源が狙われている」という説が日本国内でインターネットの噂として起こり、前述の「水源地投資詐欺」につながった。NHKの2018年の記事によると、この説が起こったきっかけは、2010年に北海道議会における調査により、中国やシンガポールの法人や個人が北海道の土地を多数購入していることが発覚したことで、それを一部メディアなどが取り上げたことで有名になったという。しかしNHKが調査した結果では、2018年までに土地が実際に水資源をめぐるビジネスなどに使われたケースは確認できず、NHKは「狙われていたのは水資源ではなく、海外の富裕層だった可能性」を指摘している。
アジアの富裕層が、タックスヘイブンに拠点を置くペーパーカンパニーを介して、ニセコエリアを中心とする日本の不動産を常識では考えられないほどの価格で売買している理由としては、NHKの調査でたどり着いた香港のエージェントによると、財産の保護のためで、こうすることで税務署に取引の事実を把握されず、税金を払わずにすむ、とのこと。これは「不動産化体株式の譲渡」と呼ばれる手法で、「脱税」ではなく、「節税」（合法）であるとのこと。

## 中国脅威論

新千歳空港（右）と航空自衛隊千歳基地（左）。中国人が近接地を高値で買い取ったことを2014年当時の道議が取り上げ、中国が苫小牧を拠点化する兆候ではないかと訝しまれた。二束三文の原野が中国資本に10倍の値段で売れる。

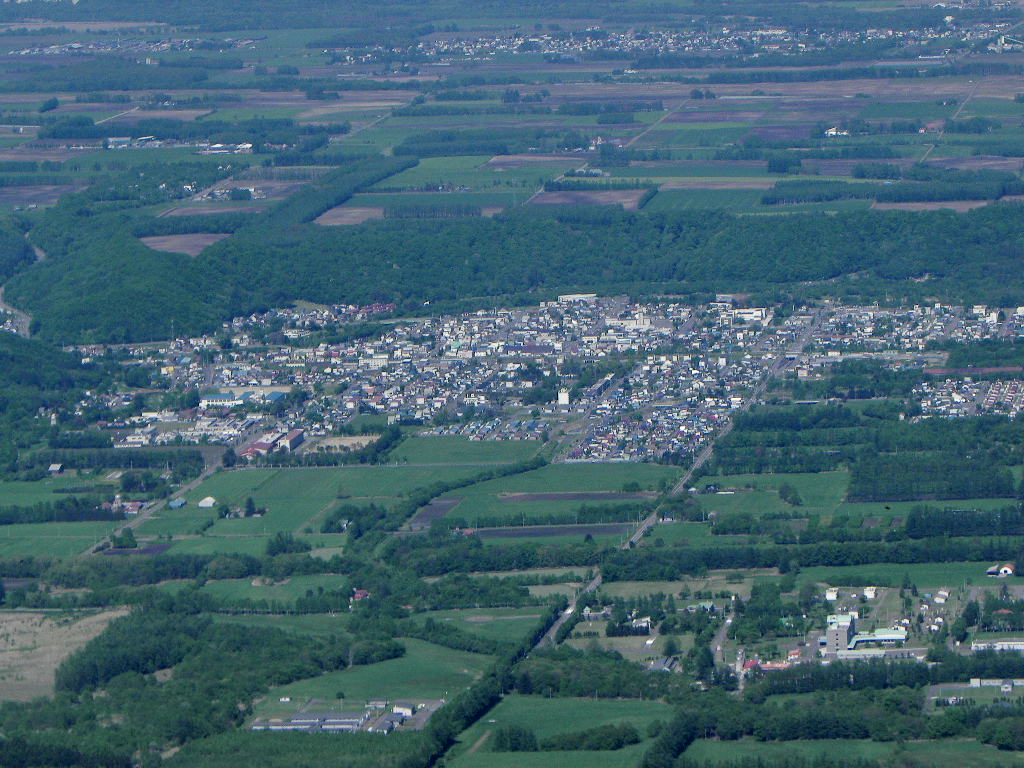
中国資本に売られそうになった牧場跡地（写真左下部分。農地約120ha、林地約180ha等、計370ha）を2017年に2億円で買収した新得町（北海道）。このように、中国が関係すると、日本の自治体が土地を高値で（というほどでもないが、とにかく積極的に）買い取ってくれる場合がある

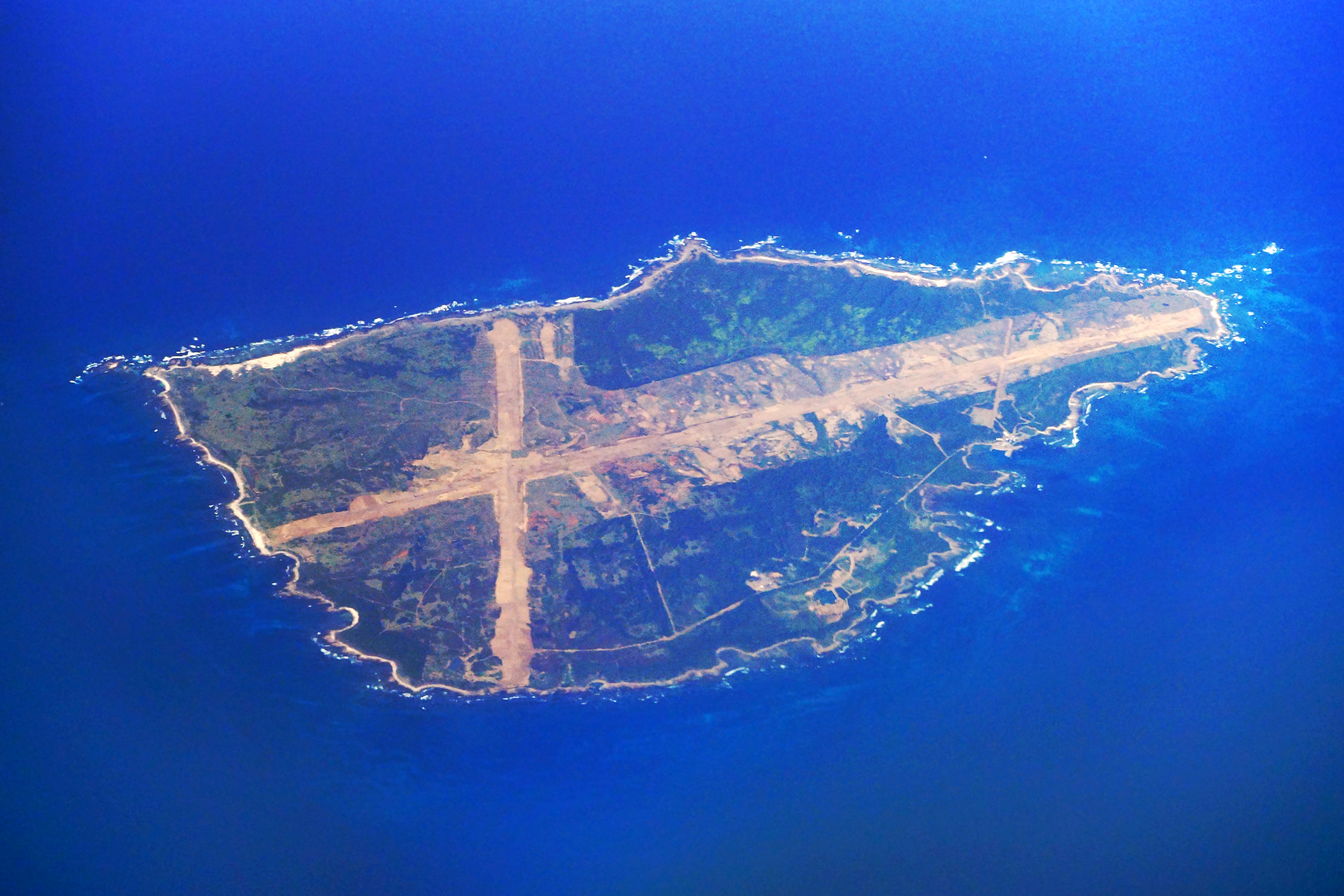
馬毛島（鹿児島県）。日本で2番目に大きい無人島として、歴代の所有者により活用法が模索されてきたがモノにならず、1986年には馬毛島事件（当時の所有者である平和相互銀行の不正経理による政界工作事件）の舞台となった。2019年に中国の国有企業から所有者に買収の打診があり、直後に日本政府が160億円で買収した。

中国人に日本の原野を買われることが、日本国の防衛上の脅威になるという説を一部メディアなどが取り上げている。
産経新聞社編集委員の宮本雅史は、中国系資本がリゾートなどの名目で北海道の土地を買収し、そこを中国の自治区とすることで、北海道が「中国の32番目の省」（原文ママ。ちなみに中国の省の数は2018年現在で23省）となる危険性を指摘しており、「中国人に日本の土地を買われることを阻止するため」に中国人より先に原野を高値で購入する愛国的日本人が、詐欺師の口車に乗って無価値な土地を高値で購入しているわけではなく、一人の日本人として中国と「目に見えない戦争」を戦っているという見方もある。
一方で、中国脅威論を煽ることで無価値な土地の地価を吊り上げたうえで、日本円の投資先を探している中国系ファンドに土地を買わせるという手口もある（中国系投資ファンドに対し、「原野の買収を進める中国から日本の土地を守るため、日本の自治体や国が土地の買収を検討しているので、土地の値上がり確実である」との虚偽の説明を行う）。日本の投資会社すら買わない無価値な土地が高値で売れる上、中国系企業が本当に日本の原野を購入したという実績も得られるので一石二鳥である。さらに、一度中国系資本に売った土地に対し、別会社の名義も使って高額の管理費・測量費・広告費・仲介手数料などの名目のよく解らない料金を徴収したうえで（#二次被害を参照。原野商法にかかわる不動産業者は複数のダミー会社を抱え、また同じグループが定期的に倒産と新規設立を繰り返し、悪評と弁済をチャラにしているので、カモは死ぬか金がなくなるまで同じ詐欺師に延々と金を吸われる）、自治体や愛国的日本人に高値で転売することができれば一石三鳥である。このように、日本人だろうと中国人だろうと関係なくカモを見つけて無価値な物を売って大金を稼ぐのが詐欺師である。
例えば、2018年に中国のショッピングサイト「アリババ」で、新千歳空港の近くの土地 52haが49億円で出品されたが、本来なら1haあたり数十万円程度が相場の（一応値が付けられているだけで、普通は無料でもいらない）原野を1haあたり1億円で買う人間がいるとは考えられず、外国人がテロ活動を行うために購入するか、もしくはそういう不安をわざと煽りながら航空自衛隊の基地と隣接する重要土地を中国で法外な価格で売り出すことで、日本人が高値で買い戻すことを期待していると考えられている。
当然のことながら中国人が日本の土地を買っても、そこは中国の領土にはならない。日本国の領土であるから、日本国憲法第29条第2項によって財産権の制限を受け、土地収用法に基づいて、たとえ所有者が外国人であっても、日本人であっても、所有者不明土地であっても「公共の福祉」のために収用することができる（例えば、新千歳空港も旧千歳空港の近隣地を収用して建設された）。固定資産税を滞納すると、外国人であっても差押を食らう（原野は固定資産税がゼロの場合も多く、たとえ固定資産税があっても現実は「負動産」なので物納を拒否される場合が多いが、もし差押が執行された場合は、所有しても負債にしかならない、行政としても要らない「負動産」であっても強制的に行政の所有となってしまい、行政がしばしば「宅地」と称して坪単価1万円以下の捨値で公売に供している）。たとえ地権者がゴネた場合でも、俗に「強制収用」「強権の発動」と呼ばれる「強制執行」によって収用することができる（原野商法で販売された土地は、地権者がそもそも最初に不当に高い金を払って土地を購入しているので、買収の交渉の際にゴネる場合が多い）。とはいえ、買収の交渉にあたる自治体の職員も血の通った人間であるから、価値がゼロ以下の「負動産」の癖に地権者が大量にいて、しかも遠方にいて、しかも理不尽にゴネる地権者と粘り強く交渉することには消極的で、そこまでする必要のない土地であれば、収用せずにそのまま放置されることも多い（例えば、成田空港の近隣地では、1960年代より大きな社会問題となった空港建設反対闘争が行われていたすぐ横で原野商法が行われていた。成田闘争で地権者とモメた土地は、1990年代以後の「和解」によって買収が進んだのに対し、空港会社による買収を見越して開発された原野商法の土地はそのまま放置され、騒特法地区に違法に家屋が建てられてそのまま廃屋になったり、複数の地権者によって一坪地主のように細切れにされて手が付けられない土地に産廃を不法投棄されたり、ひどいことになっている）。

## 二次被害
かつての原野商法の被害者に「土地を買いたい」「土地を売ってあげたい」などと言う話を持ち掛ける業者がいるが、原野は無価値なのでまともな買い手が付くはずが無く、そういう話は全て詐欺である。自分の土地を高く評価してくれて嬉しくなり、つい話だけでも聞きたくなってしまうが、詐欺師の話を不用意に聞いてしまった時点でトラブルのもとになるので、「耳を貸さずにきっぱりと断る」ように国民生活センターが注意している。
また、高齢者はどうしても詐欺師に騙されやすくなるので、日頃から家族や身近な人による「高齢者への見守り」も大切である。2010年代の時点で70代がメインである原野商法の二次被害者は、大卒初任給が4万円程度だった1970年代当時に数十万円から数百万円支払って購入した土地であるため、土地の資産価値がゼロ、またはゼロ以下の「負動産」であることが理解できない場合も多い。そのため、詐欺師の言う通りに土地が本当に高値で売れると思っており、詐欺師の経営する不動産会社に土地の販売および管理を委託して、土地の評価額に見合った高額な管理費を喜んで支払っている場合もある。
原野商法の最盛期は1960年代から1970年代であったため、原野商法に騙された人は2010年代の時点で70代以上の高齢者が多い。そのため、「寿命を迎える前に『負の遺産』を整理しておきたい」と考える人が多く、それが2010年代以降の二次被害の激増の背景となっている。

### 測量詐欺
原野商法の舞台となった土地で、「買い手が見つかった」とか地籍調査や公共事業が行われると称して測量代を巻き上げる二次的な詐欺が存在する。本来、地籍調査や公共事業の測量は無料であるが、数十万円の高額な測量代を請求するケースがほとんど。中には、実際に測量もしていないのにその費用を詐取する業者もある。

### 管理委託詐欺
2010年代には「北海道の土地を欲しがる中国人から日本を守るため」と称して原野を売りつける商法とは逆に、「北海道の土地を欲しがる中国人やオーストラリア人に原野を売ってあげよう」と称して原野商法の被害者と近づき、原野の管理委託契約を締結させる詐欺も登場している。
なお、原野は人跡未踏の山奥に存在するという以前に、前述の通り森林法によって開発が規制されており、日本人だろうと中国人だろうと土地の利用が法的にできないため、原野商法でもしない限りは原野を欲しがって買う人はいない。また、そもそも詐欺師の不動産業者は委託された原野を最初から売るつもりがなく、資産価値ゼロの土地にわざと不当に高い評価額を付け、その額に見合った管理費を所有者が死ぬまで徴収し続けるというビジネスモデルを取っている。

### 売却勧誘-下取り型
かつての原野商法の被害者に土地の売却を勧誘し、土地を下取りした上で、さらに高額で新たに別の原野を買わせる例が2010年代後半以降に急増している。手持ちの原野を売却できたと思って喜んでいたら、さらに高値で別の原野を購入する契約を結んでいたことを後で知ることになる。国民生活センターではこれを「売却勧誘-下取り型」と呼び、注意を呼び掛けている。
詐欺師が引き取った土地は、再び詐欺の道具に使われたり、補助金目当てに環境アセスメントを無視した乱開発が行われたりする。

### その他
原野商法に騙された人はリスト（いわゆるカモリスト）に登録され、別の悪徳商法に遭うなど二次勧誘の対象となることが多い。悪徳商法業者にとっては格好の餌食である。
2006年にいくつかの原野商法業者が東京都により公表された。なお、悪質業者は次々と社名を変えて商売を続け、ダミー会社も複数運営しているので、社名はあまり当てにならない。しかし行政処分を受けた業者はそのつど消費者庁のホームページなどで公開されているので、検索してみると公表資料に引っかかる可能性はある。

## 対策
- 土地の自治体に「課税評価額」を確認すること。国土交通省がホームページで公開している「土地総合情報システム」でも確認できる。不当に高い場合は詐欺師である。
- 契約して8日以内ならクーリングオフが利用できる。
- クーリングオフ期間を過ぎていた場合でも契約を取り消せることがあるので、まずは「188番」（消費者ホットライン）に電話すること。自治体の消費生活センターに相談できる。

## 限界ニュータウン問題

高度経済成長時代に乱開発された別荘地「○○の軽井沢」の一つ、「海の軽井沢」こと伊勢志摩地区（1975年）。バブル時代を経て、中央部分（磯部町坂崎）には1994年にテーマパーク「志摩スペイン村」が開園したが、その他の地区はほとんど再び原野に帰った

「原野」としてではなく「ニュータウン」として分譲販売された原野も存在するが、
- 交通の不便
- インフラの未整備
- 傾斜地（30度を超える傾斜地は「崖地」と呼ばれる。適切な地質調査などを行うことで「がけ条例」を回避して宅地として売ることは可能だが、崖地を騙して売るような業者がまともに地質調査を行っている保証はない）
- 軍事基地や空港が近い（騒音がひどい上に危険。公共用飛行場周辺における航空機騒音による障害の防止等に関する法律（騒防法）や日本国に駐留するアメリカ合衆国軍隊等の行為による特別損失の補償に関する法律（特損法）の対象区域に含まれる場合もあるが、仮にエアコン代助成等の補償金が出ても敢えて住みたい場所ではない。なお、2021年に「重要施設周辺及び国境離島等における土地等の利用状況の調査及び利用の規制等に関する法律（重要土地等調査法）」が施行され、このような土地が安全保障上重要な「重要土地」に指定されて日本政府に監視されるようになったが、罰金や刑事罰を科されるだけで、高値で買い取ってくれるわけではない）
- 熊などの危険生物が出る（北海道に多い）
- そもそも道がつながってないので行くことができない（袋地。地図上ではあるはずの道が無い場合や、逆に無いはずの道があるので行くことができる場合もある）
- 擁壁・盛土がある（いわゆる「ひな壇分譲地」。擁壁を作ることで傾斜地に家を建てることが可能となるが、建築確認申請を通って実際に家が建てられるかどうかは不明。建てたとしても、地盤沈下が起こりがち）

など、街としての機能に問題があるものも多い。宅地が造成されインフラまで整備されたところもあれば、ほとんど未整備で自分の購入した区割りがどこにあるか解らない場合もあり、「原野」なのか「ニュータウン」「分譲地」なのか曖昧な土地もある。ただし、そもそも投機目的で購入した首都圏の購入者にとっては、どちらでも大差なく、売る方も適当に売っていた。
整地までされている場合、原野と違って家を建てれば一応住むことは可能であり、あるいは業者が既に家を建てている場合もあるが、「崖地に鉄骨を組んで無理やり家を建てている。下は海」「水道が引いてないので井戸。排水は隣地に垂れ流し」などあまり住みたい環境ではないうえ、そもそも投資目的の不在地主が多いのもあって住人が少なく、主に1970年代から1980年代に開発された土地は、開発後数十年を経て荒れ放題になり、施設の老朽化、家が廃屋になる、擁壁が崩落、購入者の死亡後に相続されずに未登記土地になる、ニュータウンが再び原野に戻って自分の区割りがどこにあるか解らなくなる、などの問題が2010年代以降に顕在化した。このようなニュータウンは、街としての機能に限界を迎えつつあるので、「限界ニュータウン」「限界分譲地」と呼ばれる。
「限界ニュータウン」を調査しているブロガーの吉川祐介によると、限界ニュータウンは、千葉県成田市など、首都圏や関西圏周辺に多い。
限界分譲地は、2022年現在では坪単価1万円くらいが相場だが、そもそも資産価値がゼロに近いので、それでも売れるわけではない。ただしバブル時代より値下げしているということは、多少の売る気はある（風に装っている）業者なので、草刈りくらいは行っている場合がある。一方で、原野に坪単価10万円近い値段をつけて売っている悪質な不動産業者もある。その理由として、限界ニュータウンの分譲地を「管理」する不動産業者は、居住に適さない土地をあたかも普通に人が住めるかのように宣伝し、無価値な土地の名目上の価格を吊り上げたうえで不在地主から土地の価格に見合った高額な管理費や宣伝費を徴収し続けるなど、原野商法とほぼ同じビジネスモデルを取っている。開発後数十年を経て、土地がほとんど原野と同然に荒れ果てたとしても、「売地」として一応は管理している体裁をとる必要があり、人跡未踏かと思うほど荒れ果てた原野に分け入ったら真新しい「売地」の看板が存在したりする理由はこれであるが、草を刈ったり道を通したりするなど現実に「管理」することはまずない。ただし、このような放棄された分譲地であっても、地籍調査の為に行政が勝手に草刈りなどを行うことは国土調査法第二十六条で認められているため、何十年も前に放棄されて原野に還った分譲地になぜか道が通っていたり、境界杭が打たれていたりする場合がある。
なお、吉川によると、無価値な土地の地価を不当に吊り上げる不動産業者は、「この土地は高く売れる」という売主の歓心を買って、「悪質業者」どころか逆に信頼されているとのこと。一方で現実は、地方の不動産が高く売れるなどということはない、とのこと。このような業者は、「都心まで1時間」というだけで家が建てられるかすら怪しい分譲地（原野）を売主の為に高値で売ろうとしてくれる良心的な業者なのか、「どうせ売れない」と分かっていて管理費を取るために単なるポーズで管理している風に装っている悪徳業者なのか、が曖昧な点も、原野商法を詐欺として取り締まるのが難しい理由でもある。
限界分譲地は、見た目は廃屋が散在する原野（廃屋の撤去費用がかかる分、人跡未踏の原野より評価額が低い、まさに負動産）でも、人跡未踏の原野と違って既に土地の開発許可申請が下りているので再開発のコストが低い、というメリットが一応ある。例えば高度成長期に乱開発された伊勢志摩地区は、スペイン村の対岸が2006年に「志摩リアスヒルズ」として再開発されている。ただし、開発会社の倒産、地権者の死去、などで「所有者不明土地」となっている場合も多く、その場合は再開発が難しい。

## 所有者不明土地問題（「負」動産問題）
原野商法に引っかかった購入者の子孫が原野を相続した際、原野は無価値に近いものの場合によっては少額の固定資産税を払う必要があり、原野を手放したいと思う相続者が多いが、原野は無価値であり、その所有は負債でしかないので（「負」動産）、どこかに寄贈しようにも「無料でもいらない」とされ、仕方なく抱え込む場合が多い。現地の自治体も、もし原野を引き取った場合、固定資産税が入らなくなる上に、管理責任を負うことになるので、寄贈を断る場合が多い。
先祖の財産を相続する場合、相続した財産のうちから原野だけを相続放棄するということもできないので、無価値な原野の固定資産税を子々孫々まで払い続ける必要があった。それを嫌がり、相続した土地の「登記が任意である」という抜け道を利用し、原野を登記せずに放置することで事実上の相続放棄を行う人が多かった。この結果生まれたのが「所有者不明土地」である。
富士通総研の榎並利博は、土地所有者不明問題が東日本大震災の復興事業の大きな障害となっていることを示すレポートを2017年3月30日開催の規制改革推進会議の投資等ワーキング・グループに提出し、その中で「原野商法の後遺症」により新たな問題が地方で発生していると指摘した。
この問題の解消のため、2024年より土地の登記が義務化される。また、「相続土地国庫帰属制度」が2023年4月よりスタートし、もし原野を相続した場合は20万円（もしくはそれ以上）の負担金を払うことで国に引き取ってもらえるようになった。ただし、そもそも自分が相続した土地がどこにあるか、敷地の境界が明らかでないといけないうえに、原野に建物があってはいけない（別荘地として家付きで売り出され、そのまま廃屋になっている原野も多い）、汚染されていてはいけない（地主の不在を良いことに業者に産廃を不法投棄されている原野も多い）、崖地ではいけない（利用が現実的に不可能な土地を騙して売った場合も多い）、など、原野商法で売られたどうしようもない土地を国に引き取ってもらうのは、かなりハードルが高い。

## 原野商法と自然保護

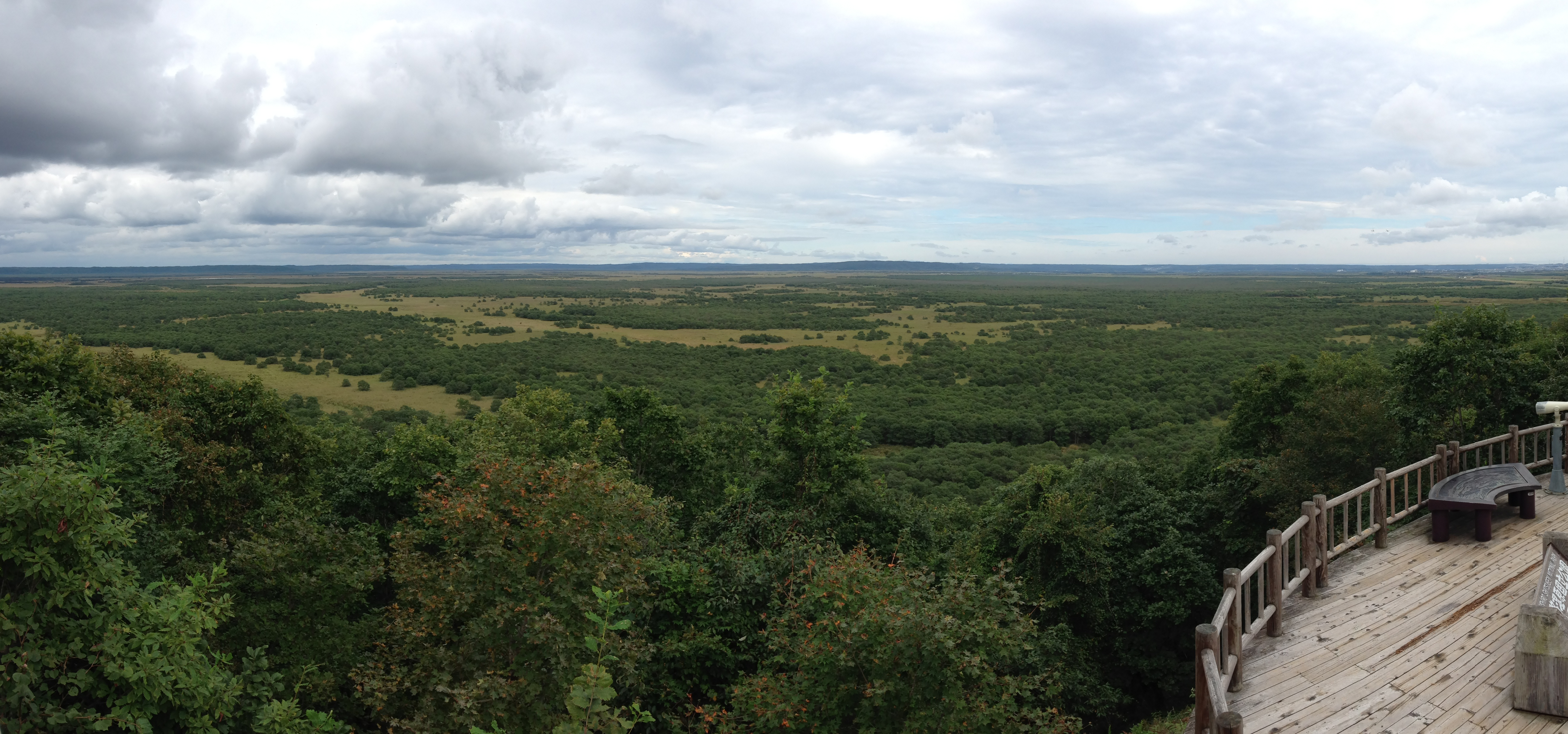
釧路湿原。土地が原野商法に利用されたおかげで、開発されずに自然が保護されたという一面もある。

1980年代から1990年代にかけての日本では、国土の開発が一段落してナショナルトラスト運動が盛んになったが、原野商法に遭った土地は用地買収が難航する（地権者が遠方でかつ人数が多く、高い補償料を要求する）ため、自然保護のために自治体や自然保護団体が原野を買い取りたくても買い取るのが難しく、自然保護の妨げとなるという問題が顕在化した。
ただし実際は、原野商法に遭った土地は用地買収が難航する（地権者が遠方でかつ人数が多く、高い補償料を要求する）という、まさにその理由のため、周辺地域に開発ラッシュが起こった時でも、皮肉なことに、原野商法で売買された区画に限っては開発されない場合が多く、結果として原野が原野のまま保たれ、自然が保護されるという例が多かった。
しかし2010年代以降、地権者が世代交代し、相続した土地を持て余した子孫が二束三文であっさり売却してしまい、それまで保たれていた自然が破壊されるという事例が頻発した。例えば、釧路湿原国立公園の元原野商法跡地では、2009年より始まった「再生可能エネルギー固定価格買い取り制度」と地権者の寿命の時期が重なったため、原野を開発して太陽光発電所にする建設ラッシュが2010年代後半に起こり、キタサンショウウオの生息地が脅かされている。
一方、土地を相続した子孫がナショナルトラスト運動に賛同し、日本ナショナル・トラスト協会に土地を寄贈した例もある。例えば北海道深川市の雨竜川の中流域に広がる「深川・水源の森トラスト」では、共有者8名全員の了解を得てトラスト地に認定するなど、かつて原野商法で切り売りされた土地を保護するために日本ナショナル・トラスト協会も積極的に活動している。釧路湿原でも環境NPOがナショナルトラスト運動を行っている。

## その他

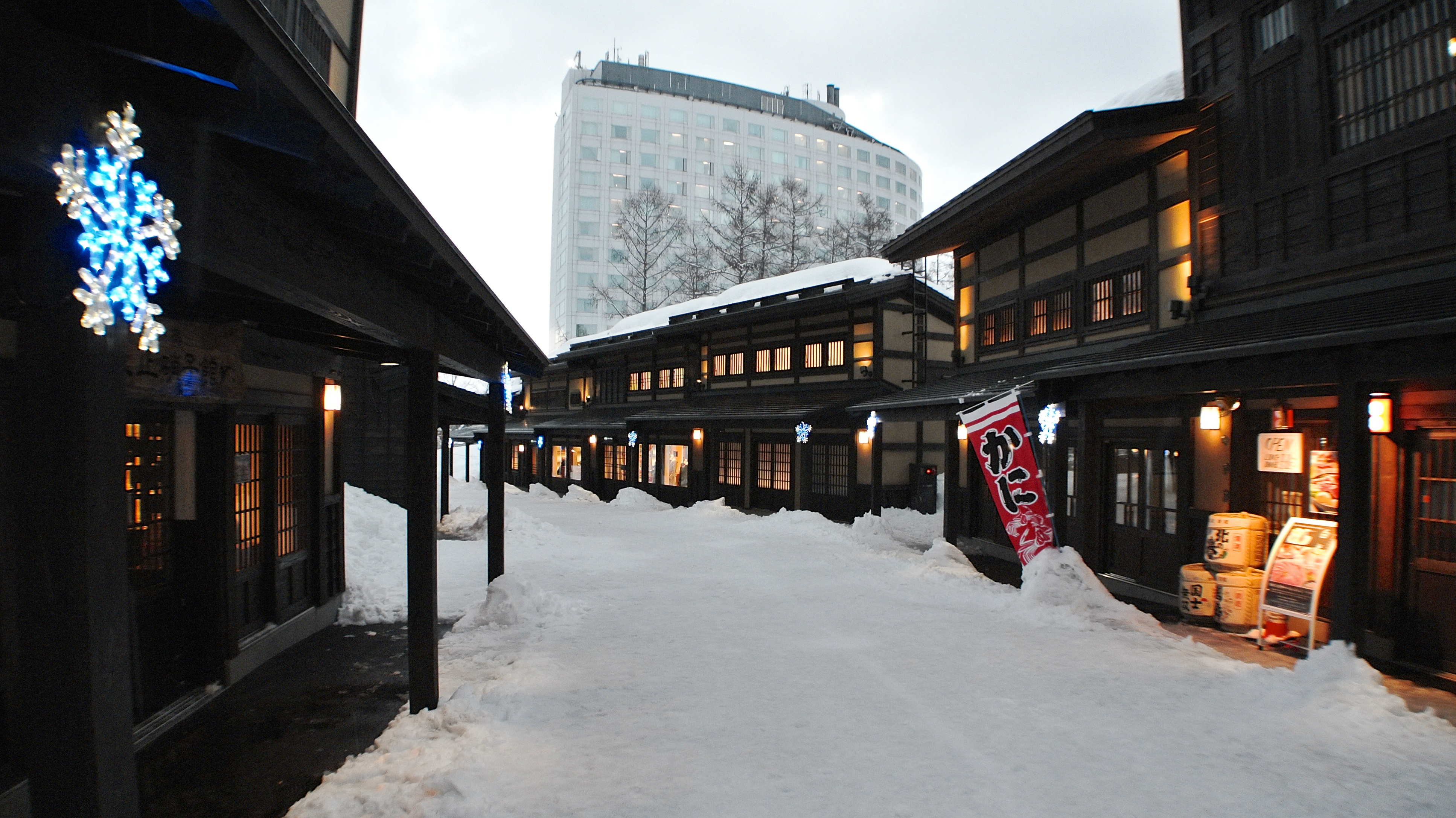
ニセコビレッジ ショッピング&ダイニングエリア（2014年開業）。ニセコは1970年代に原野商法の舞台となったが、2010年代に入ると本当にリゾートが開発され、リゾート従業員の安い住宅地としての需要から、原野が本当に宅地として開発され始めた。2030年には本当に北海道新幹線倶知安駅が開業予定である。もちろん、本当にリゾートが開発されるのは広大な原野のほんの一部で、「リゾート」として販売された区画もやがてほとんど再び原野に還り、バブル崩壊後に「原野商法」として追及される歴史を繰り返す可能性もある

- 原野商法に遭った土地は、地形の緩急に関係なく格子状に所有権が細分化されている。こうした土地に、後日、バイパス道路など本当の公共事業が計画されることがあるが、用地買収は難航する（地権者が遠方でかつ人数が多く、高い補償料を要求する）ため、再迂回ルートが設定されるなど、原野商法で売買された地域は忌避されることがある。
- 原野商法の舞台は北海道の山奥、栃木県の那須、三重県の奥地山間部などに多い。
- 原野商法で売買された土地は、購入した本人にも日本のどこにあるのか分からないことが多いが、中国・韓国資本による日本の土地の買収を国防上の脅威として「北海道が危ない」キャンペーンなどを行っているフジサンケイグループでは、グループ会社の産經新聞開発（サンケイツアーズ）において中国・韓国資本に買収された日本の山林や原野を視察するツアーを2017年より定期的に開催しているので、これに参加すると中国・韓国資本が実際に購入した原野（産経新聞曰く『「国土侵食」の危機』）を現地に行って確認することが出来る[81]。産経新聞紙上で「異聞　北の大地」および「異聞 防人の島・対馬」を執筆する産経新聞社編集委員の宮本雅史自身が案内役を務め、中国資本が買い占めた北海道の土地や韓国資本が買い占めた対馬の土地を回るもので、例えば2017年に開催された「北海道が危ない」ツアーでは、中国資本が広大な原野を買い占めた喜茂別町や洞爺湖町月浦地区などを回り、1泊2日で117,000円とのこと。一方、フジサンケイグループは、傘下のサンケイビル社で北海道の不動産を販売している。サンケイビル社は、札幌グランドホテルや札幌パークホテルなどを経営するグランビスタホテル&リゾートを傘下に抱え、新千歳空港や旭川空港など7空港を経営する北海道エアポートに対しても出資を行うなど北海道地区の開発及び不動産経営を積極的に行っており、個人投資家に対しても土地の斡旋を行っている。（中国人であっても販売するのかどうかは定かではない）
- 1960年代から1980年代にかけては、日本列島改造論（1972年）がベストセラーになるなど、「土地は絶対値上がりする」という土地神話ともいうべき思想が強く、「別荘地」と称して人のとうてい住みようがない原野を売るなど、多くの不動産会社が投機目的で土地を販売していた。例えば軽井沢は、三笠ホテルが開業した1906年当時はほとんど原野だったが、草軽電気鉄道の延伸とともに大規模開発が行われ、1960年代当時は高級別荘地の代表として、土地が飛ぶように売れていた。当時「第二の軽井沢」として開発が進み、そして原野商法の舞台にもなった嬬恋（北軽井沢）のように、本当に開発される可能性があったのか、開発される可能性が全くない土地を騙して売った原野商法だったのか、は曖昧な例が多く、あまりに悪質な場合は指導を受けたものの、多くは指導を受けなかった。
- のちに「原野商法」問題を取り上げることになる大手マスコミも、不動産部門を抱えることから、1970年代当時は原野に近い土地を売っていた例がある。そもそも、1960年代から1970年代にかけて、悪質な原野商法を行う不動産業者の主要な宣伝チャネルは新聞広告であり、当時は各紙とも「昭和55年 北海道新幹線開通予定」など夢のような文句が広告に躍った。
- 2023年、法務省によって法務局の作成した登記所備付地図データがネットで一般公開され[82]、さらにマップルがこれを解りやすく可視化する「法務局地図ビューア」を公開した[83]。従来、原野商法の舞台となった土地を確定するには、まず当時の広告と地図から目星を付け、さらに現地の法務局の窓口に出向いてその土地の登記情報を取得する、というかなり面倒な作業と費用が必要だったが、これで原野商法の舞台を気軽にチェックできるようになった。

## 参照
1. ↑  投資詐欺にご注意を　気をつけるべき6つのポイント。相談窓口もご紹介。 - 政府広報オンライン
2. ↑  キャンプブームに乗って購入も後悔する若者…50万円で1000坪以上の物件もある「山」、それでも気軽に手を出してはいけないワケ - ABEMA TIMES
3. ↑  より深刻に！「原野商法の二次被害」トラブル－原野や山林などの買い取り話には耳を貸さない！契約しない！－ 国民生活センター
4. 1 2 3 4  ”水資源が狙われている問題“を調べてみた NHK
5. ↑  「原野商法」再燃！　「土地を買い取ります」などの勧誘に要注意 政府広報オンライン
6. ↑  認知症高齢者ねらう不動産詐欺 老後資金が消えた 原野商法の二次被害か NHK
7. ↑  『[[[週刊読売]]』1964年10月25日号、p.35
8. 1 2 3  『法務総合研究所研究部紀要』33号、法務総合研究所、1990年3月、p.28
9. ↑  『経済犯罪』同文館出版、1966年、p.110
10. ↑  『広告・景品関係例規集』東京法令出版,1967年,p.1351
11. ↑  『週刊ダイヤモンド』1987年6月27日号、p.123
12. ↑  『経済知識』1973年5月号,新経済知識社,p.76
13. ↑  『政経人』1974年12月号、p.149
14. ↑  『経済知識』1973年5月号,新経済知識社,p.77
15. ↑  『経済知識』1973年5月号,新経済知識社,p.74
16. ↑  『欠陥住宅 幻のマイホーム』竹内直一,現代評論社,1972年,p.96
17. ↑  『欠陥住宅 幻のマイホーム』竹内直一,現代評論社,1972年,p.104
18. ↑  『週刊文春』1973年2月12日号、p.26
19. ↑  『週刊ポスト』1973年2月2日号、p.14
20. ↑  『新評』1973年3月号、新評社、p.68
21. ↑  『週刊サンケイ』1973年2月9日号、p.30
22. ↑  『週刊ポスト』1970年6月26日号、p.160
23. ↑  『週刊新潮』1967年12月30日号、p.32
24. ↑  「産業動向」1974年2月号、p.7
25. ↑  『週刊現代』1975年7月24日号、p.161
26. ↑  『サンデー毎日』1974年9月22日号、p.16
27. ↑  『経済知識』1974年12月号,新経済知識社,p.147
28. ↑  『週刊サンケイ』1978年6月22日号
29. ↑  『産業動向』1974年8月、p.13
30. ↑  『週刊文春』1974年11月11日号、p.134
31. ↑  「経済知識」1976年12月号、p.123
32. ↑  『経済知識』1974年12月号,新経済知識社,p.34
33. ↑  『実業往来』、1987年6月号、p.14
34. ↑  「原野」を売った新聞社 吉川祐介のyoutube
35. ↑  「不動産研究」1982年7月号、p.20
36. ↑  『週刊文春』1973年12月10日号、p.48
37. ↑  「中部財界」1978年7月1日号、p.48
38. ↑  『新潮』1987年11月号p.286
39. ↑  『国民生活白書』経済企画庁,1985年,p.88,
40. ↑  『月刊国民生活』,1985年9月号,国民生活センター,p.24
41. ↑  『法務総合研究所研究部紀要』33号、法務総合研究所、1990年3月、p.31
42. ↑  『経済界』、1988年8月号、p.32
43. ↑  『週刊文春』1989年2月23日号p.167
44. ↑  『民主法律』、1987年8月号、民主法律協会、p.150
45. ↑  『住宅会議』    日本住宅会議、1990年2月号、p.43
46. ↑  自治会概要バケイションランド管理協力自治会
47. ↑  東昭自治会
48. 1 2  投資詐欺にご注意を　気をつけるべき6つのポイント。相談窓口もご紹介。 - 政府広報オンライン
49. ↑  山林の権利購入における投資トラブルについて 鳥取県 森林・林業振興局
50. ↑  “環境保護にもなるもうけ話？水源地の権利を売ります！買います！”.   独立行政法人国民生活センター (2011年2月9日). 2021年2月17日時点のオリジナルよりアーカイブ。2024年5月25日閲覧。
51. ↑  独立行政法人国民生活センター (2011年3月3日). “急増している「水資源の権利」と称する新手の投資取引のトラブル！”.   射水市. 2024年5月25日閲覧。
52. ↑  水源投資詐欺容疑　グループのナンバー３を逮捕 - 産経ニュース
53. ↑  「三井住友」「金属鉱山」などをかたった社債に関する電話にご注意ください 住友金属鉱山株式会社
54. ↑  巨額詐欺集団と密接弁護士 自殺の背後に深い闇〈週刊朝日〉 AERA dot. (アエラドット)
55. ↑  菱刈鉱山金採掘事業装い詐欺　容疑で２人再逮捕１人逮捕　神奈川 - 産経新聞
56. ↑  スクープ！三浦瑠麗が夫の会社から「385万円の太陽光コンサル料」を受け取っていた「証拠書類」入手 FRIDAYデジタル
57. ↑  土地抱き合わせ融資　不動産会社「リベレステ」社長ら３人逮捕　出資法違反容疑 - 産経ニュース
58. ↑  “【独自】沖縄の無人島“売り主”　「中国人に売ってない」困惑　政治家との2S写真を…｜Yahoo!ニュース”. news.yahoo.co.jp. 2023年2月17日閲覧。
59. ↑  News Up “課税逃れ”？ “節税”？ 富裕層の知られざるリアル NHKニュース
60. ↑  【北海道が危ない　第５部（中）】中国資本が苫小牧にも触手…「二束三文の土地を１０倍の値段で」  - 産経ニュース
61. 1 2  買い占められる北海道　“中国サイト”で「空港付近」49億円 FNNプライムオンライン
62. ↑  広報しんとく 2018年3月
63. ↑  馬毛島所有者に中国側が資金提供打診か　別の会合には元閣僚同席も：朝日新聞デジタル
64. 1 2  『爆買いされる日本の領土』宮本雅史、角川書店、2017年
65. ↑  日本人ブローカーが仕掛けた「中国の北海道・山林買収」 日刊SPA!
66. ↑  投機型分譲地と成田空港 - 吉川祐介のYouTube
67. ↑  国民生活　2018年6月号【No.71】（2018年6月15日発行）　国民生活センター
68. ↑  止まらない！！増え続ける原野商法の二次被害トラブル(発表情報 )] 国民生活センター
69. ↑  原野所有者に管理委託契約させた事業者に業務改善指示 東京都
70. ↑  “「あなたの土地、買いたがってる人がいるよ。」同一人物を次々に紹介し測量・整地代金を不当に搾取・・・など原野商法二次被害！！６社に対し指示・勧告！！”. 2018年5月22日閲覧。
71. ↑  千葉の限界ニュータウン「まさに荒れ放題」…「自分の土地はどこか」と尋ねる人も 読売新聞オンライン
72. ↑  限界ニュータウン狙う悪質業者、なぜいなくならないのか　楽待不動産投資新聞
73. ↑  戸所岩雄氏設計・監修の伊勢志摩のリゾートが販売開始  - 伊勢志摩経済新聞
74. ↑  実家の相続［下］ 原野商法で買った土地、相続放棄ってできる？  スーモジャーナル
75. ↑  会議情報は“第11回投資等ワーキング・グループ 議事次第”. 内閣府 規制改革推進会議 会議情報. 2018年2月1日閲覧。 レポートは、“電子政府から見た土地所有者不明問題” (pdf).   内閣府. 2018年2月1日閲覧。
76. ↑  ここが変わる！土地の相続に新ルール NHK解説委員室
77. ↑  キタサンショウウオが絶滅の危機　背景に太陽光発電の建設ラッシュ 毎日新聞
78. 1 2  “釧路湿原の大量メガソーラーに土地買取で対抗”. 東洋経済オンライン (2024年6月24日). 2024年6月24日閲覧。
79. ↑  協会のトラスト地 公益社団法人 日本ナショナル・トラスト協会 ホームページ
80. ↑  ニセコ、原野商法の土地は今　リゾート活況が追い風、一部は宅地に＜けいざいニュースな場所＞：北海道新聞デジタル
81. ↑  【北海道が危ない】学生１６人が現地を視察　「われわれも問題意識を 」 - 産経ニュース
82. ↑  法務省：地図データのG空間情報センターを介した一般公開について 法務省
83. ↑  マップルラボ「MAPPLE法務局地図ビューア」 マップル